# Architecture islamique

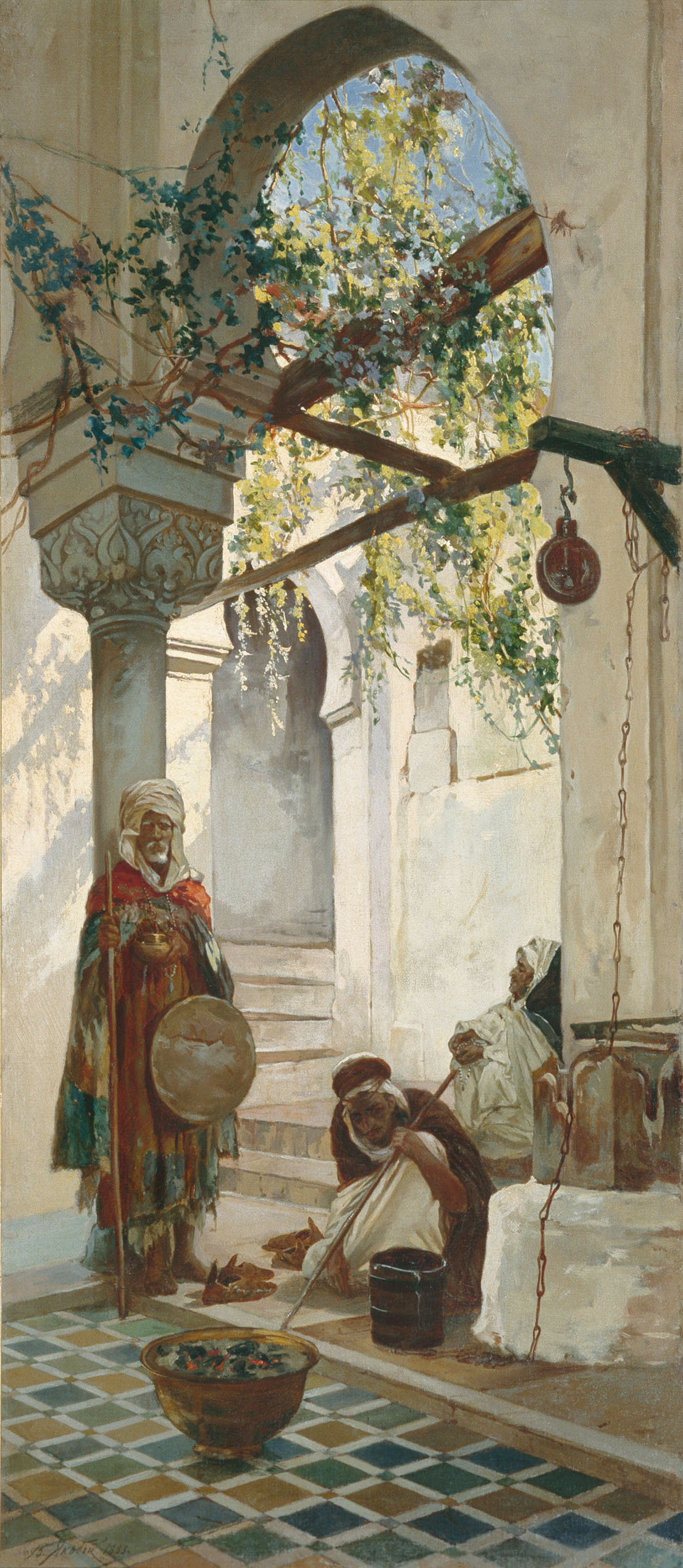
Entrée d'une mosquée a Tlemcen en Algérie, peinture orientaliste de 1882 par Valery Jacobi.

 (avril 2022).
La mise en forme du texte ne suit pas les recommandations de Wikipédia : il faut le « wikifier ».
Les points d'amélioration suivants sont les cas les plus fréquents. Le détail des points à revoir est peut-être précisé sur la page de discussion.
- Les titres sont pré-formatés par le logiciel. Ils ne sont ni en capitales, ni en gras.
- Le texte ne doit pas être écrit en capitales (les noms de famille non plus), ni en gras, ni en italique, ni en « petit »…
- Le gras n'est utilisé que pour surligner le titre de l'article dans l'introduction, une seule fois.
- L'italique est rarement utilisé : mots en langue étrangère, titres d'œuvres, noms de bateaux, etc.
- Les citations ne sont pas en italique mais en corps de texte normal. Elles sont entourées par des guillemets français : « et ».
- Les listes à puces sont à éviter, des paragraphes rédigés étant largement préférés. Les tableaux sont à réserver à la présentation de données structurées (résultats, etc.).
- Les appels de note de bas de page (petits chiffres en exposant, introduits par l'outil «  Source ») sont à placer entre la fin de phrase et le point final[comme ça].
- Les liens internes (vers d'autres articles de Wikipédia) sont à choisir avec parcimonie. Créez des liens vers des articles approfondissant le sujet. Les termes génériques sans rapport avec le sujet sont à éviter, ainsi que les répétitions de liens vers un même terme.
- Les liens externes sont à placer uniquement dans une section « Liens externes », à la fin de l'article. Ces liens sont à choisir avec parcimonie suivant les règles définies. Si un lien sert de source à l'article, son insertion dans le texte est à faire par les notes de bas de page.
- La présentation des références doit suivre les conventions bibliographiques. Il est recommandé d'utiliser les modèles {{Ouvrage}}, {{Chapitre}}, {{Article}}, {{Lien web}} et/ou {{Bibliographie}}. Le mode d'édition visuel peut mettre en forme automatiquement les références.
- Insérer une infobox (cadre d'informations à droite) n'est pas obligatoire pour parachever la mise en page.

Pour une aide détaillée, merci de consulter Aide:Wikification.
Si vous pensez que ces points ont été résolus, vous pouvez retirer ce bandeau et améliorer la mise en forme d'un autre article.
 (avril 2022).
L'architecture islamique est une expression qui fait référence à l'art de construire (al-bina) qui s'est développé du VIIe siècle à nos jours sur un ensemble appelé communément « monde musulman ». Celui-ci s'étend sur l'Afrique et l'Asie, de la côte ouest de l'Océan Atlantique à l'Inde d'ouest en est, et de l'Asie centrale à l'Océan Indien du nord au sud. À cela on peut ajouter des pays qui ont connu ou connaissent une importante minorité musulmane, comme l'Espagne et la Chine.
L'expression « architecture islamique » suppose que l'on puisse clairement distinguer entre une architecture dite « musulmane » et une architecture non-musulmane, et — si cette distinction est valable — que l'on puisse en donner les caractéristiques et qualités essentielles.

## Techniques d'architecture

### Matériaux
Le choix d'un matériau dépend de beaucoup de facteurs : la région où l'édifice est construit, l'accessibilité du matériau, son coût, sa destination…
Il existe cinq types de matériaux utilisés dans la construction en Islam, sans compter le bois largement utilisé, (pour autant qu'il soit disponible), notamment dans les charpentes. On a tout d'abord la brique crue (tawb) : elle est facile à trouver et à utiliser, et peu coûteuse. Son grand défaut réside dans sa piètre longévité : l'eau lui est fatale, et les vents lui sont aussi contraires. Vient ensuite la brique cuite (adjurr) : très utilisée de l'Irak jusqu'en Inde, elle fut également le matériau de prédilection en Égypte jusqu'au XIIe siècle. Elle est utilisée pour tous types de monuments, des plus simples aux plus importants (mosquées, madrasas, tombeaux…). Bon marché, elle se conserve bien. On relève aussi le moellon, constitué de pierres mal équarrie, qui tiennent grâce à un mortier de chaux et de sable, auquel ont parfois été ajoutés du charbon et de la chamotte. Enfin, la pierre, qui est en usage de l'Espagne jusqu'en Irak. La nature des pierres utilisées varie selon les régions. En général, les marbres sont utilisés pour leurs propriétés décoratives (couleurs).
On trouve aussi, surtout sur le continent africain, le pisé (tabya) : il s'agit d'un mélange de terre, de chaux et de chamotte (argile cuite pilée) ou de petits cailloux. Pressé entre deux planches de bois (encaissement), ce matériau est utilisé principalement pour les habitations. Et à côté de cela, l'adobe ou banco, un mélange de terre crue et de paille. La mosquée Djingareyber de Tombouctou est en banco.

### Éléments architecturaux

#### Arcs
Les arcs sont un élément majeur dans l'architecture islamique tout comme dans l'architecture occidentale. Certaines formes se retrouvent tant en Orient qu'en Occident : arc en plein cintre, arc brisé, tandis que d'autres sont plus spécifiques au monde islamique, comme l'arc persan, au profil caréné, l'arc polylobé, l'arc à lambrequins ou encore l'arc outrepassé (souvent dit « en fer à cheval »), tous trois très employés en Espagne et au Maghreb. 

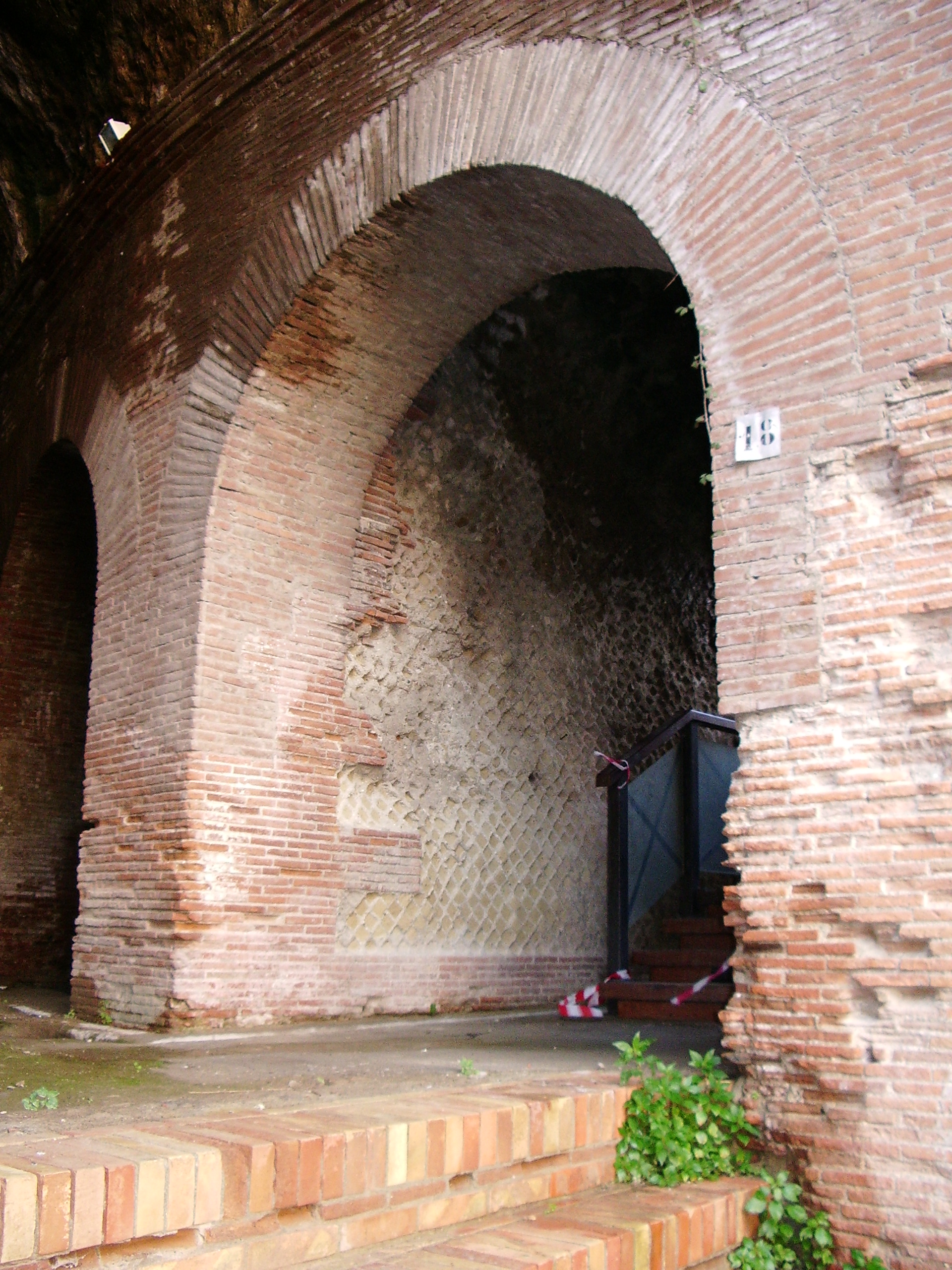
Arc en plein cintre
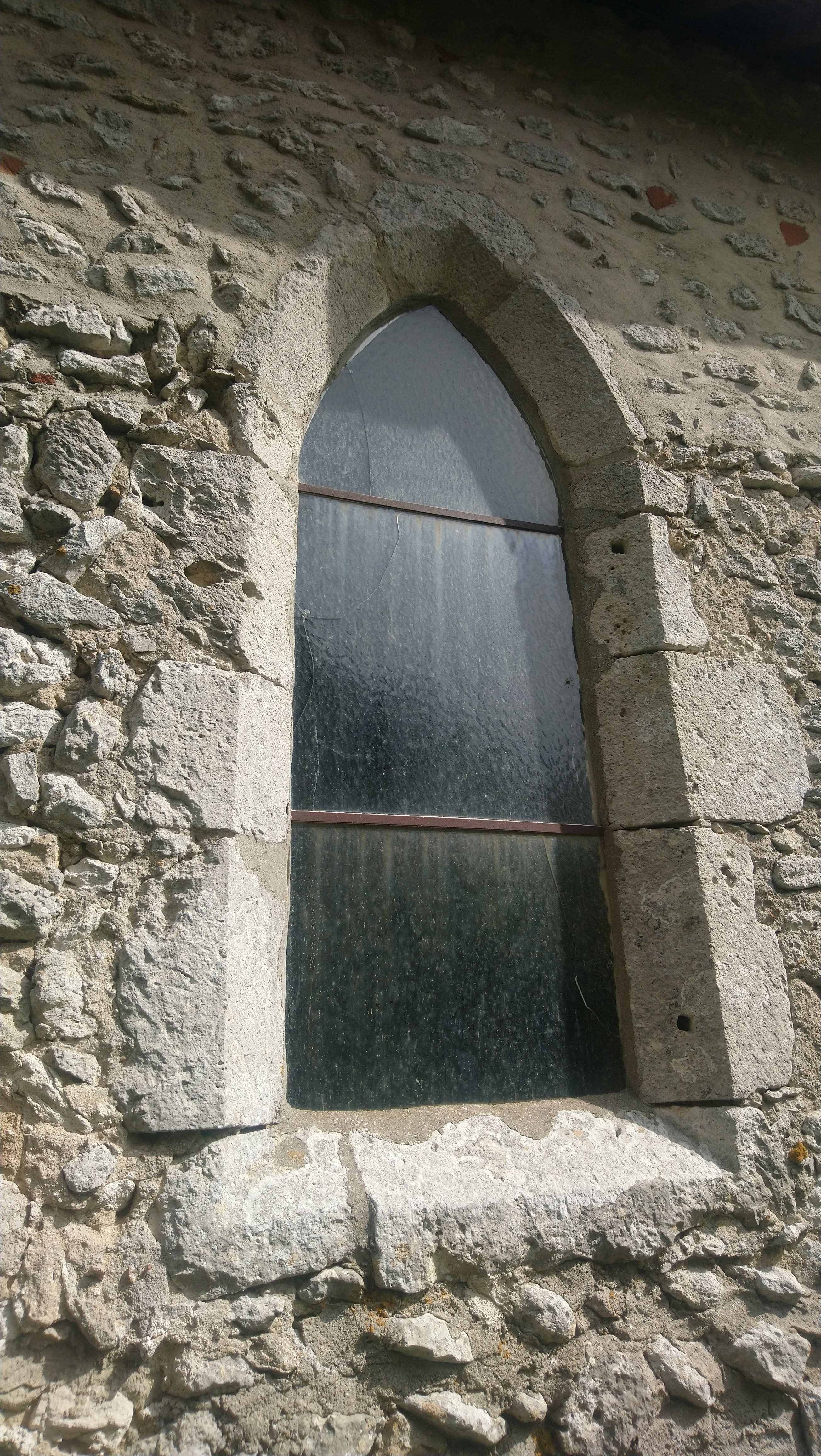
Arc brisé
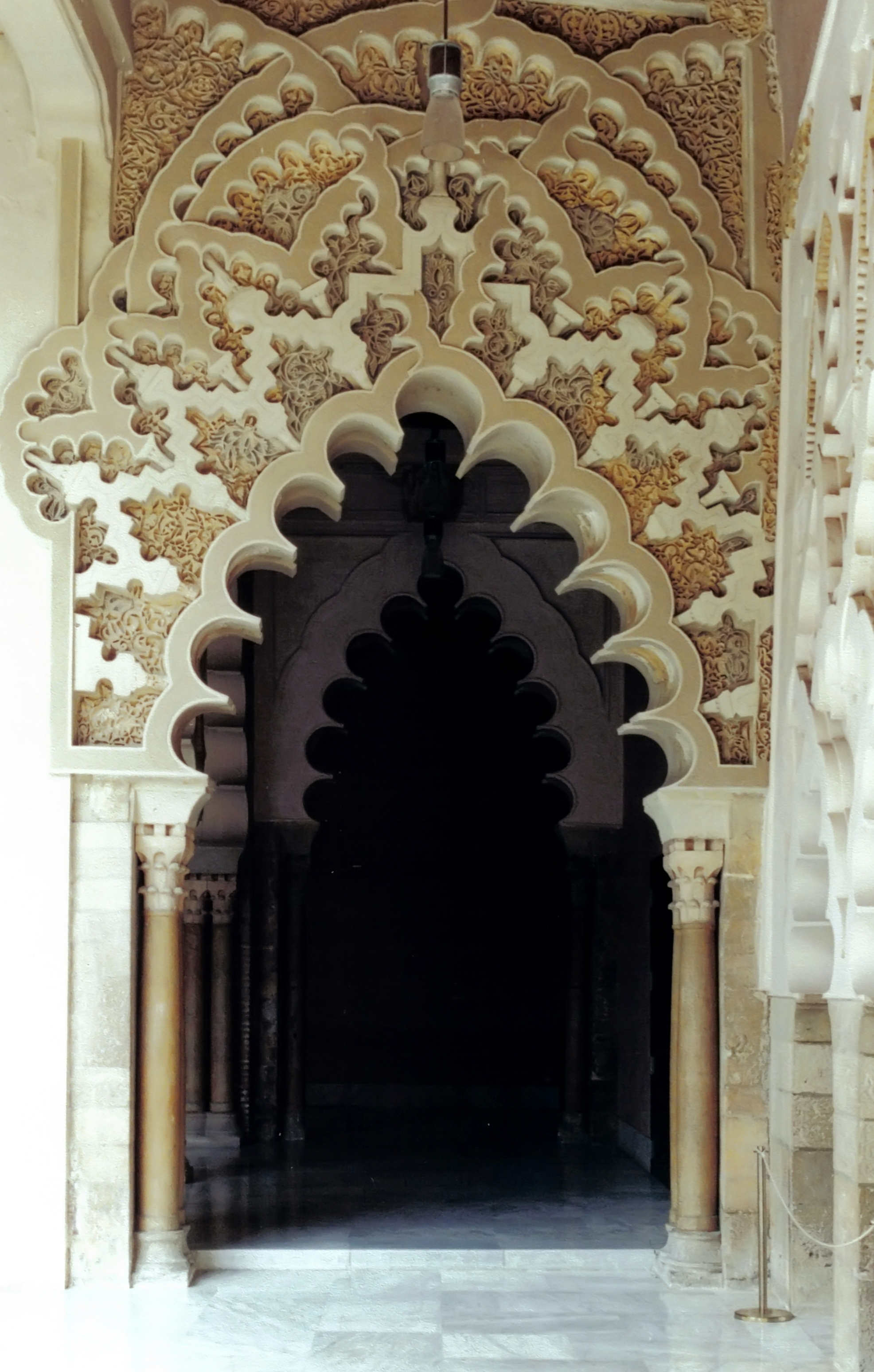
Arc polylobé
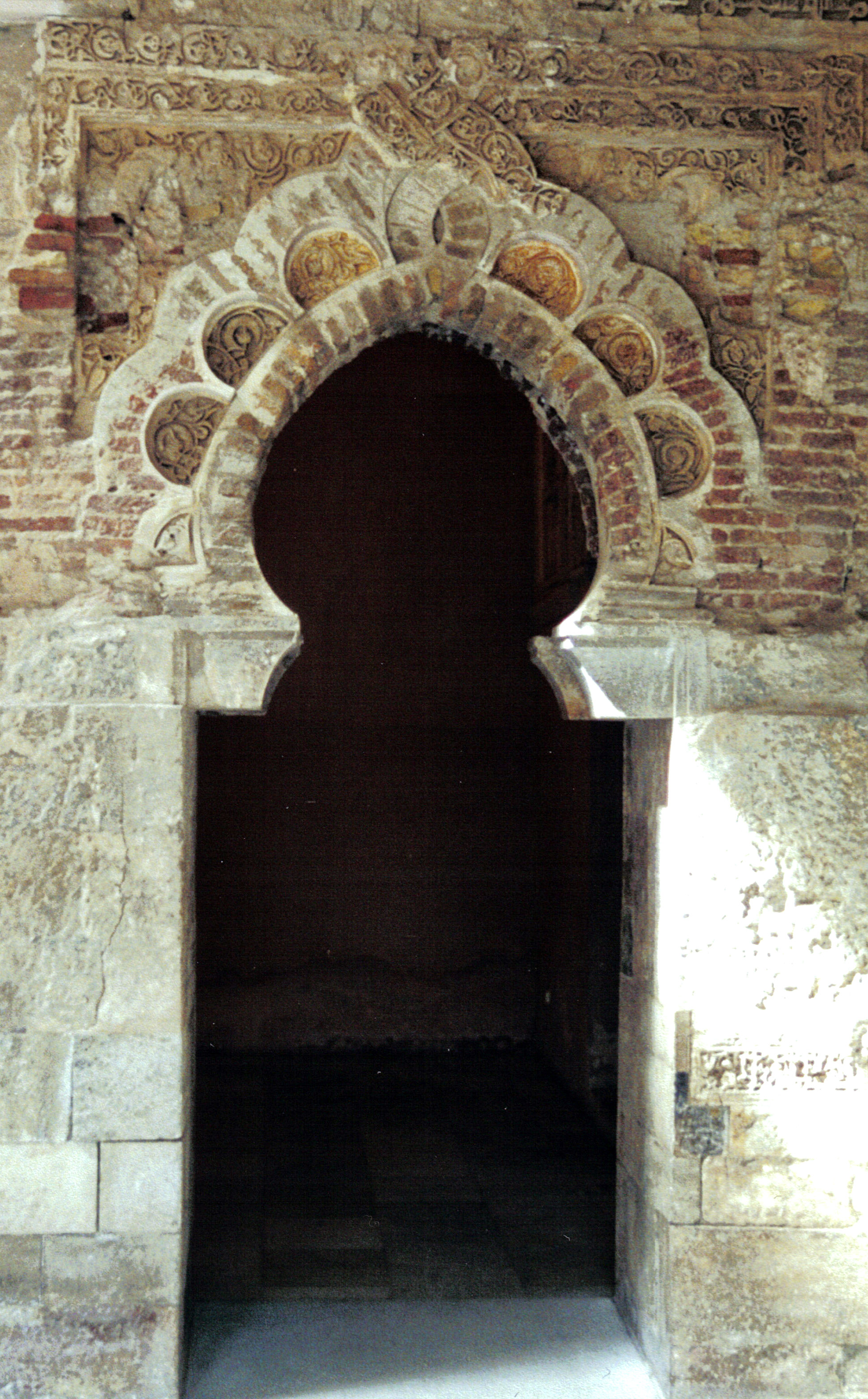
Arc lancéolé

#### Supports
Les architectes islamiques utilisent deux types de supports : les piliers et les colonnes. Le premier est un élément maçonné, le plus souvent carré, rectangulaire ou cruciforme. Le second est un support cylindrique. Dans les premiers siècles de l'Islam, on utilise souvent des colonnes de réemplois provenant de bâtiments antiques. Toutefois, ces éléments se faisant progressivement rares, les ouvriers islamiques apprirent à tailler eux-mêmes des colonnes.

#### Coupoles

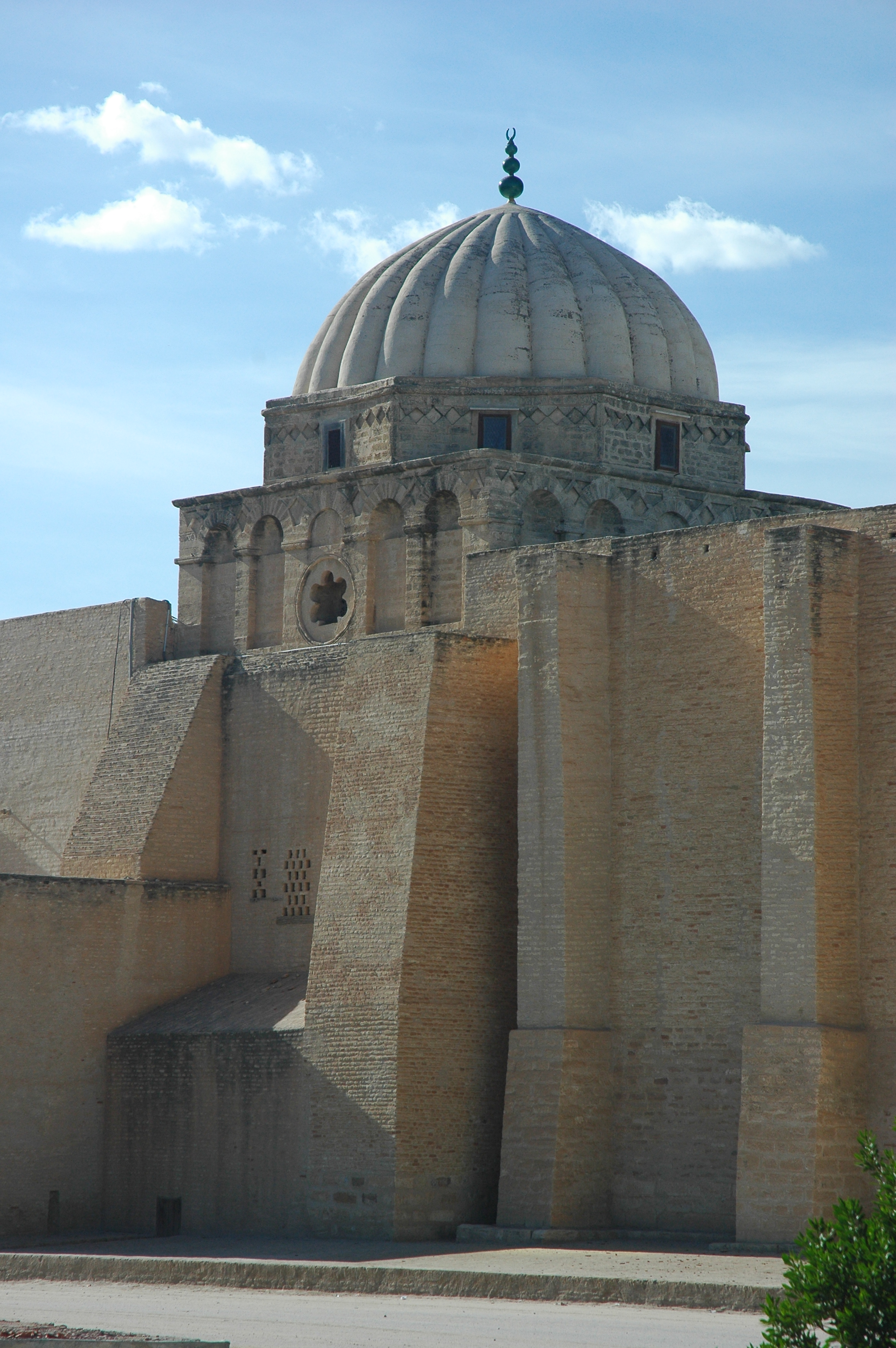
Coupole du mihrab de la grande mosquée de Kairouan (IXe siècle).

Une coupole est un mode de couvrement hémisphérique, qui repose sur une zone de transition octogonale (le plus souvent) ou carrée, elle-même posée sur quatre piliers. La zone de transition est le grand problème des architectes islamiques: il est en effet délicat de passer d'un carré ou d'un octogone à un cercle. On utilise en général soit des pendentifs, c’est-à-dire des triangles convexes posés sur la pointe (comme dans le monde byzantin) ou de trompes, à savoir de portions de voûtes tronquées, qui proviendraient du monde iranien.
On trouve aussi des nervures qui rythment les coupoles, et les muqarnas. Ces éléments, dans le monde islamique n'ont en général pas de véritable fonction architectonique[réf. nécessaire].
À partir du XVe siècle, les coupoles sont très souvent doubles, c’est-à-dire qu'il existe un espace plus ou moins important entre la coque interne et la coque externe. Cette technique permet de réaliser des monuments plus hauts.
L'une des plus anciennes et des plus remarquables coupoles sur trompes du monde musulman, est celle qui s'élève au-dessus du mihrab de la grande mosquée de Kairouan en Tunisie ; cette coupole, datée de la première moitié du IXe siècle (vers 836), comprend extérieurement une calotte hémisphérique côtelée reposant sur un tambour octogonal aux faces légèrement concaves qui se dresse sur une base carrée ornée de niches. Intérieurement, la calotte hémisphérique est ornée de 24 cannelures concaves rayonnant autour de la clef de la coupole.

#### Iwans
Les iwans sont nés dans le monde iranien bien avant l'arrivée de l'Islam, sans doute sous la dynastie sassanide. Il s'agit d'un hall voûté (ou d'un vaste porche voûté) avec une façade rectangulaire ouverte et délimitée par un grand arc. L’iwan du palais de Taq-Kisra est une reprise du registre sassanide. Il est l’un des plus grands et des plus impressionnants. 

#### Pishtak
Le pishtak est également un élément provenant d'Iran. Il s'agit d'un portail en forme d'arc qui fait saillie sur la façade où il se trouve. En général, il est cantonné de deux minarets, mais ce n'est pas systématique,.

#### Moucharabiehs et fenêtres à jalousie
La fermeture des fenêtres et autres ouvertures est un élément traité de différentes manières dans le monde islamique. Les moucharabiehs ou pandjaras , des sortes de grillages en bois tourné (ou d'autres matériaux, par exemple le marbre en Inde) sont fréquemment utilisés. Parfois, des barrières de moucharabiehs sont même créées, comme dans les complexes et les mosquées mameloukes.

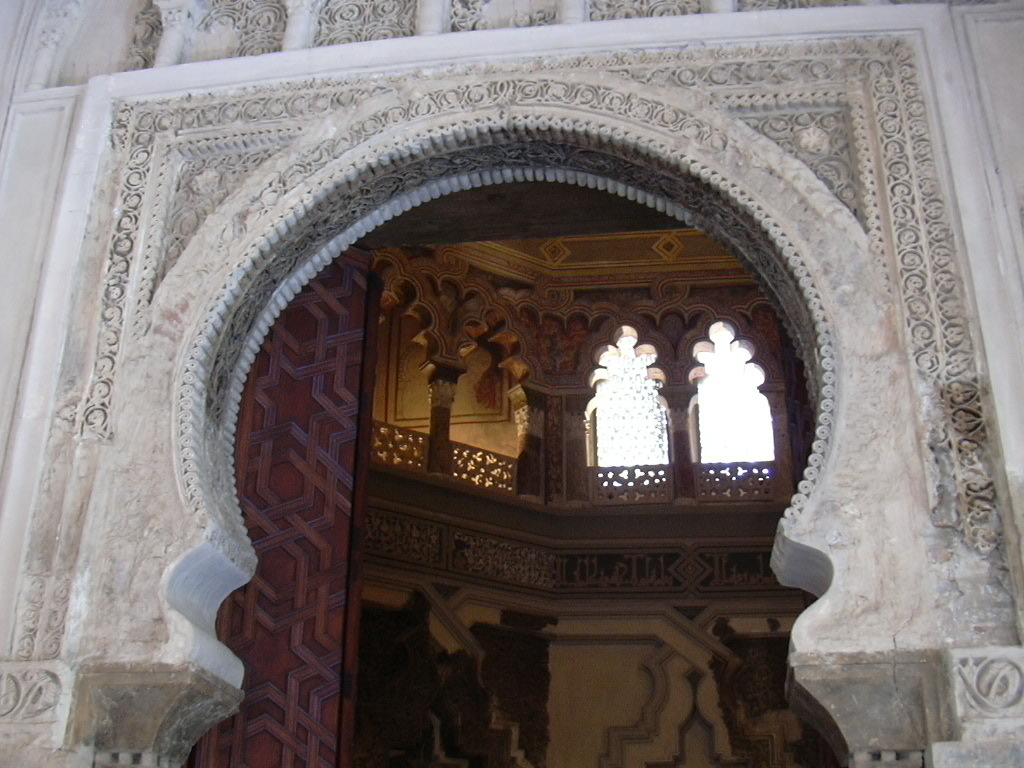
Exemple d'arcs, outrepassé (1er plan) et polylobés (fenêtres au 2e plan). Palais de l'Aljaferia, Saragosse.
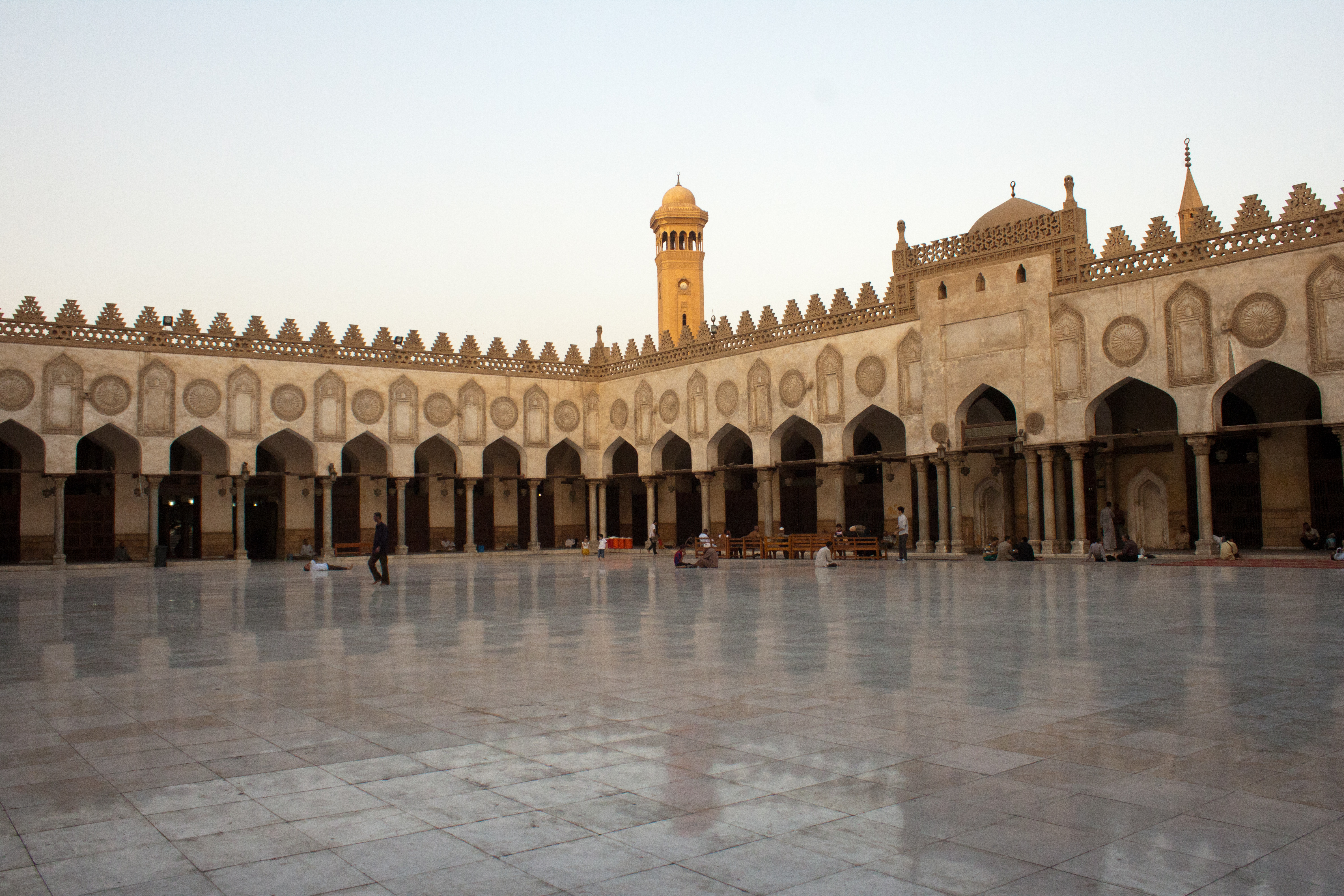
Colonnes et arcs persans : cour de la mosquée al-Azhar au Caire.
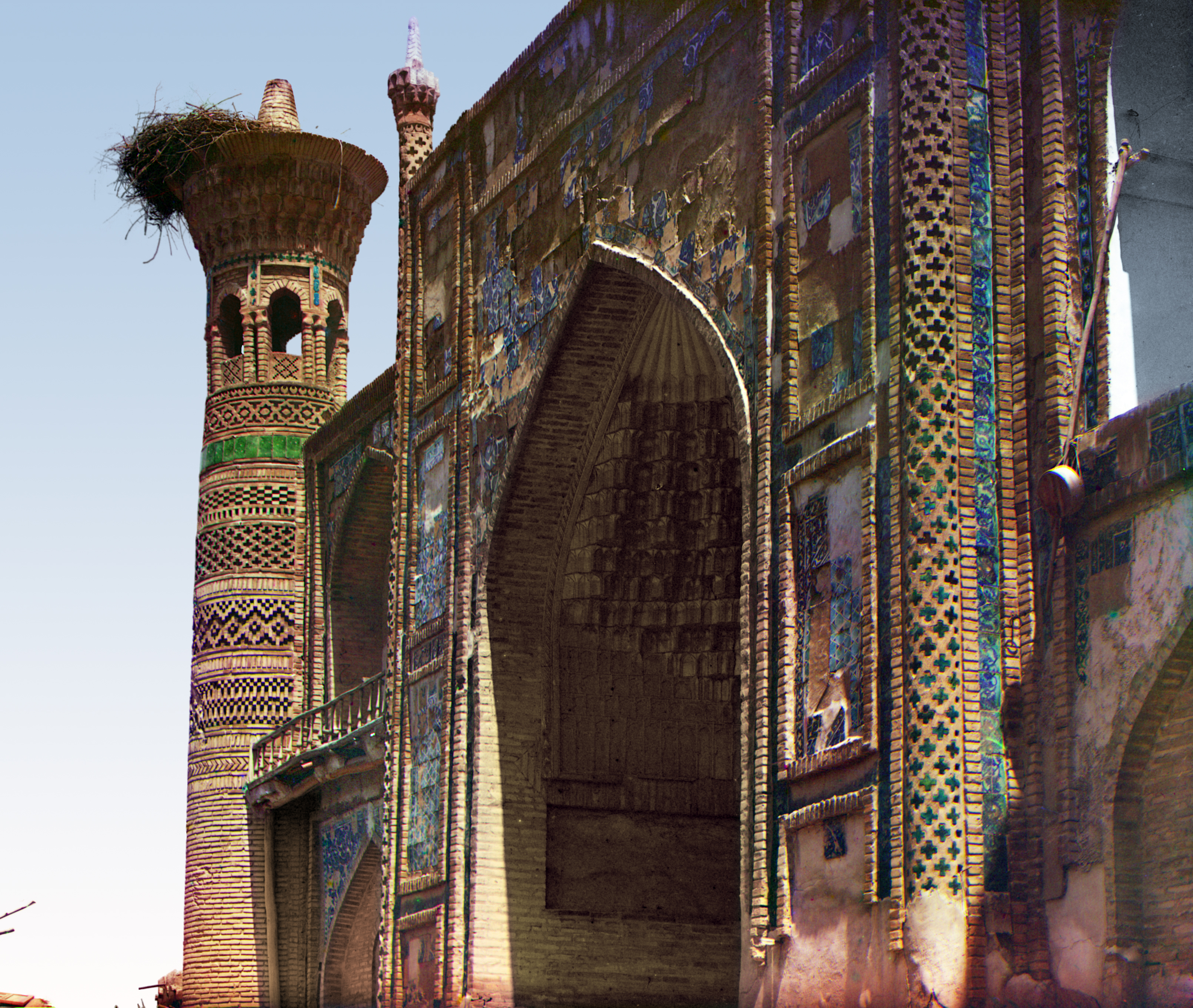
Iwan de la madrasa d'Topchi-Bashi, Boukhara en Ouzbékistan.
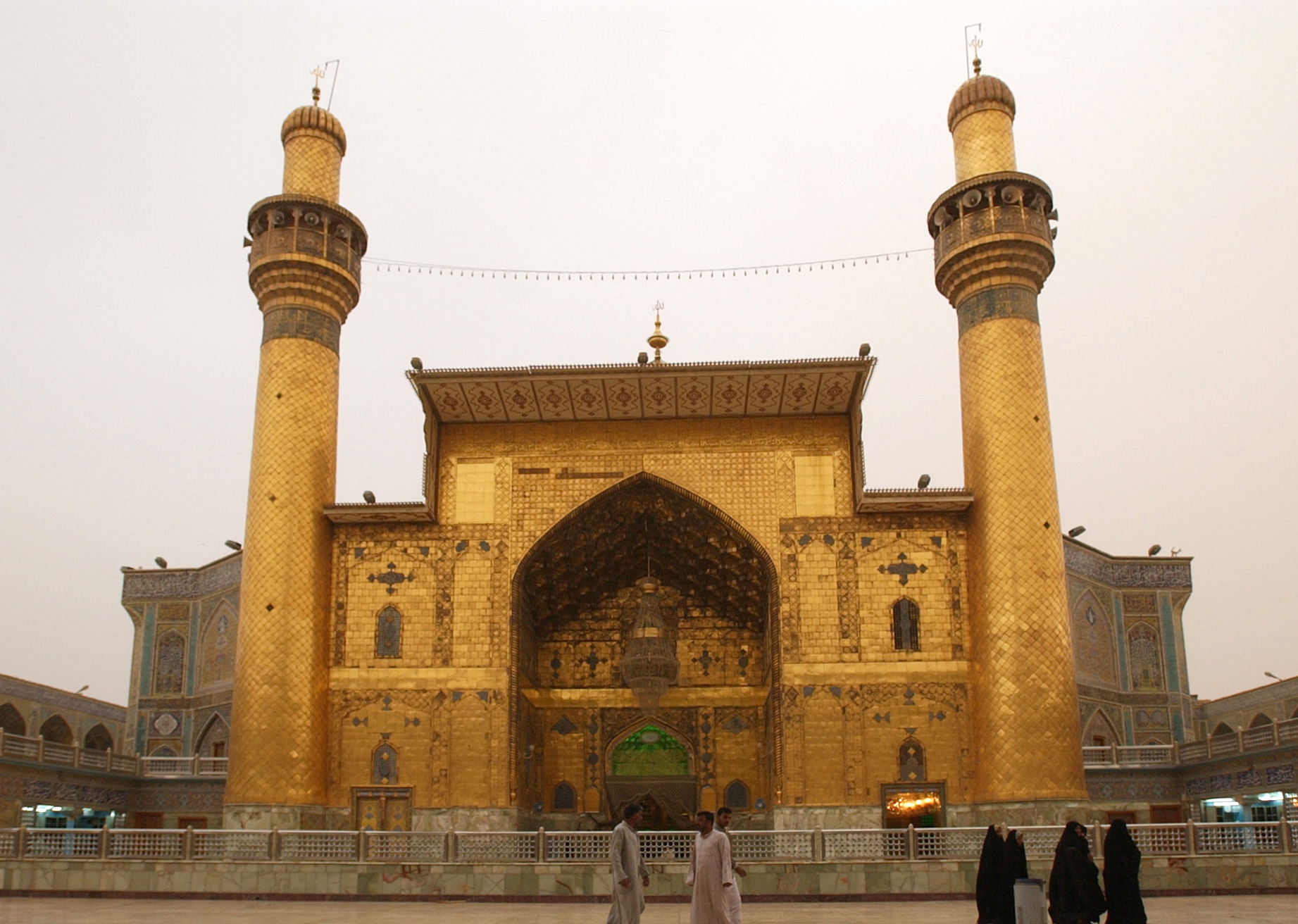
Pishtak, Tombeau (mashhad) de 'Ali à Najaf en Irak.

### Éléments décoratifs
Il existe mille et une manières de décorer un bâtiment en terres d'Islam. La céramique, la sculpture, la peinture, la mosaïque sont quelques-unes des techniques les plus couramment utilisées. Certains éléments architecturaux ont également une vocation ornementale.
Contrairement à une idée très répandue, le décor architectural, comme l'art islamique en général, est souvent figuratif. Une exception importante, cependant, concerne les édifices à vocation religieuse, qui ne peuvent théoriquement comporter de représentations humaines ni animales.

#### Éléments architecturaux à vocation décorative

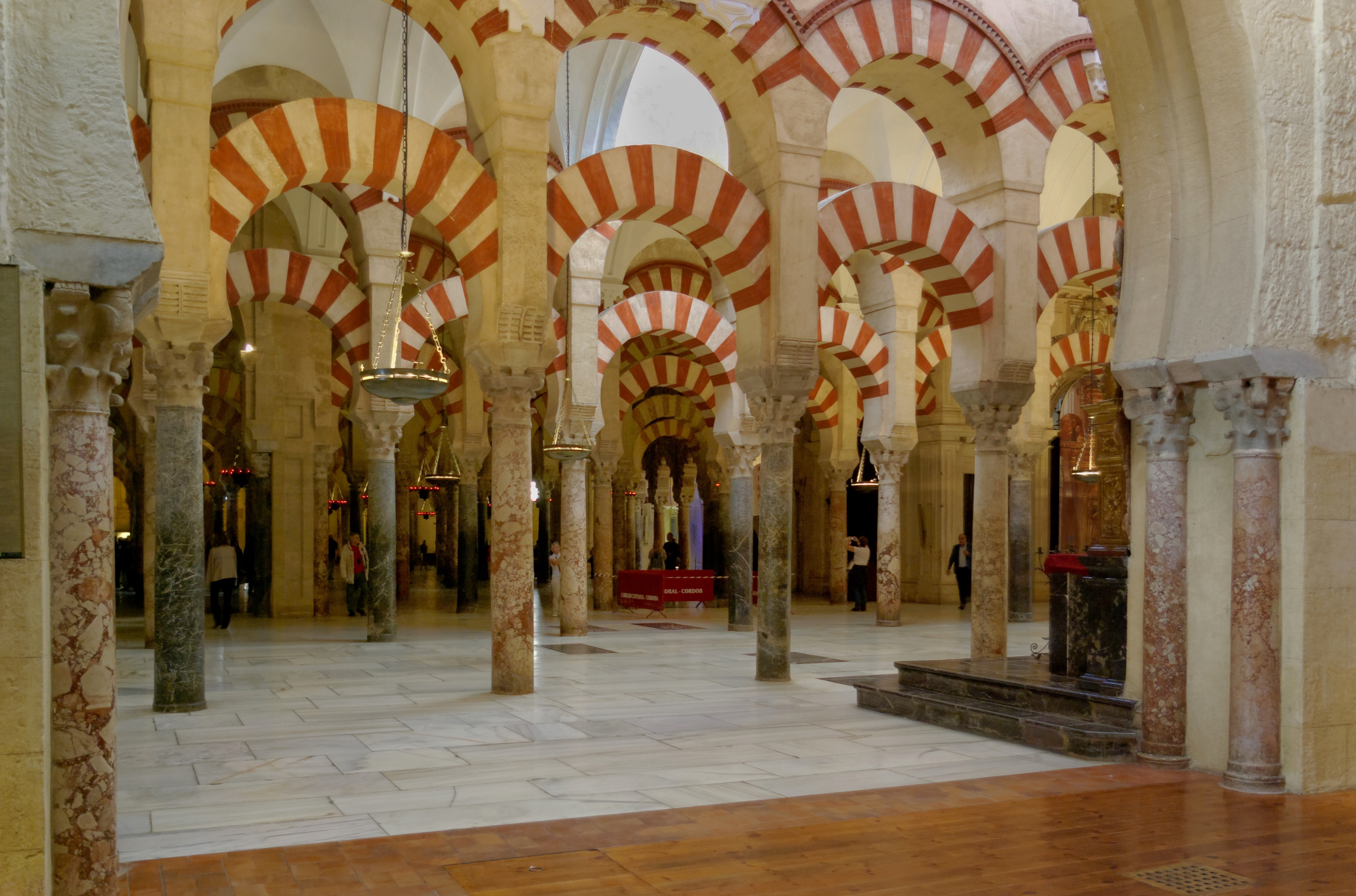
Grande mosquée de Cordoue, vue intérieure.

Évidemment, le décor d'un bâtiment passe tout d'abord par les composants de son architecture. Matériaux, arcs, supports, coupoles sont autant de médiums de décor : ce n'est pas pour rien que la Grande mosquée de Cordoue comporte des colonnes de marbre bleu et blanc, des arcs à claveaux de couleurs alternées parfois polylobés, et des moulures dans ses coupoles ! Dans la conception d'un édifice, l'architecte prend au moins autant en compte les données purement architecturales que les données ayant trait au décor.

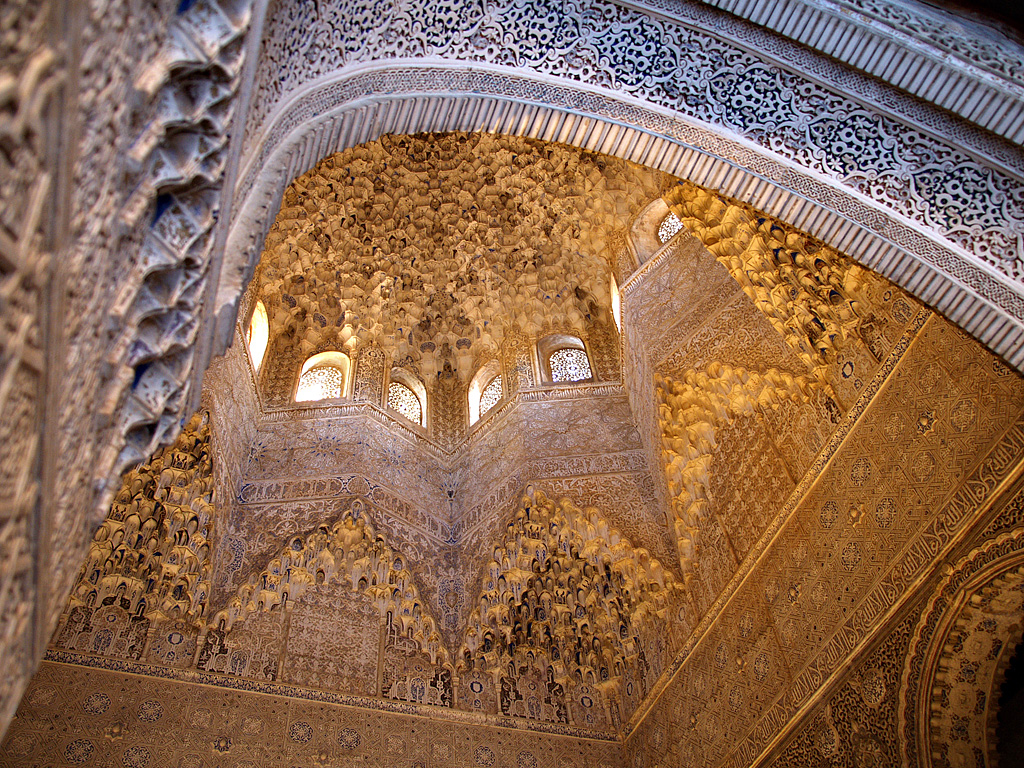
Voûte remplie de muqarnas, palais nasrides de l'Alhambra de Grenade.

Un élément assez caractéristique du monde islamique illustre l'importance des éléments architecturaux à vocation décorative : le muqarnas, également appelé « muqarbas » dans les pays d'occident musulmans ou plus simplement « stalactite ». Il s'agit en fait de petites niches associées géométriquement et formant une composition en trois dimensions. On les trouve fréquemment dans les coupoles et les zones de transition, mais aussi sur certains chapiteaux, dans des voûtes, etc. Cet élément a une origine obscure : on pense souvent qu'il serait né en Iran oriental vers le Xe siècle, mais d'autres hypothèses circulent (Égypte, occident, Bagdad…). Quoi qu'il en soit, il est répandu dans l'ensemble du monde islamique, et les splendides voûtes à muqarnas de l'Alhambra de Grenade n'ont rien à envier à celles des Timurides. Plusieurs matériaux sont utilisés pour les créer, selon les régions et les périodes : stuc et faïence en Iran, pierre en Égypte et en Syrie.
L'ablaq est également une technique islamique, principalement répandue en Syrie et en Égypte, mais qui se retrouve également parfois en Anatolie. Elle consiste en l'incrustation de pierres de couleurs différentes (marbre le plus souvent) dans le mur. Le chef-d'œuvre de cette technique est le mihrab de la madrasa Firdaws, à Alep, qui date de la période ayyubide, mais les mamelouks utilisèrent également cette technique de manière expansive.

#### Mosaïque

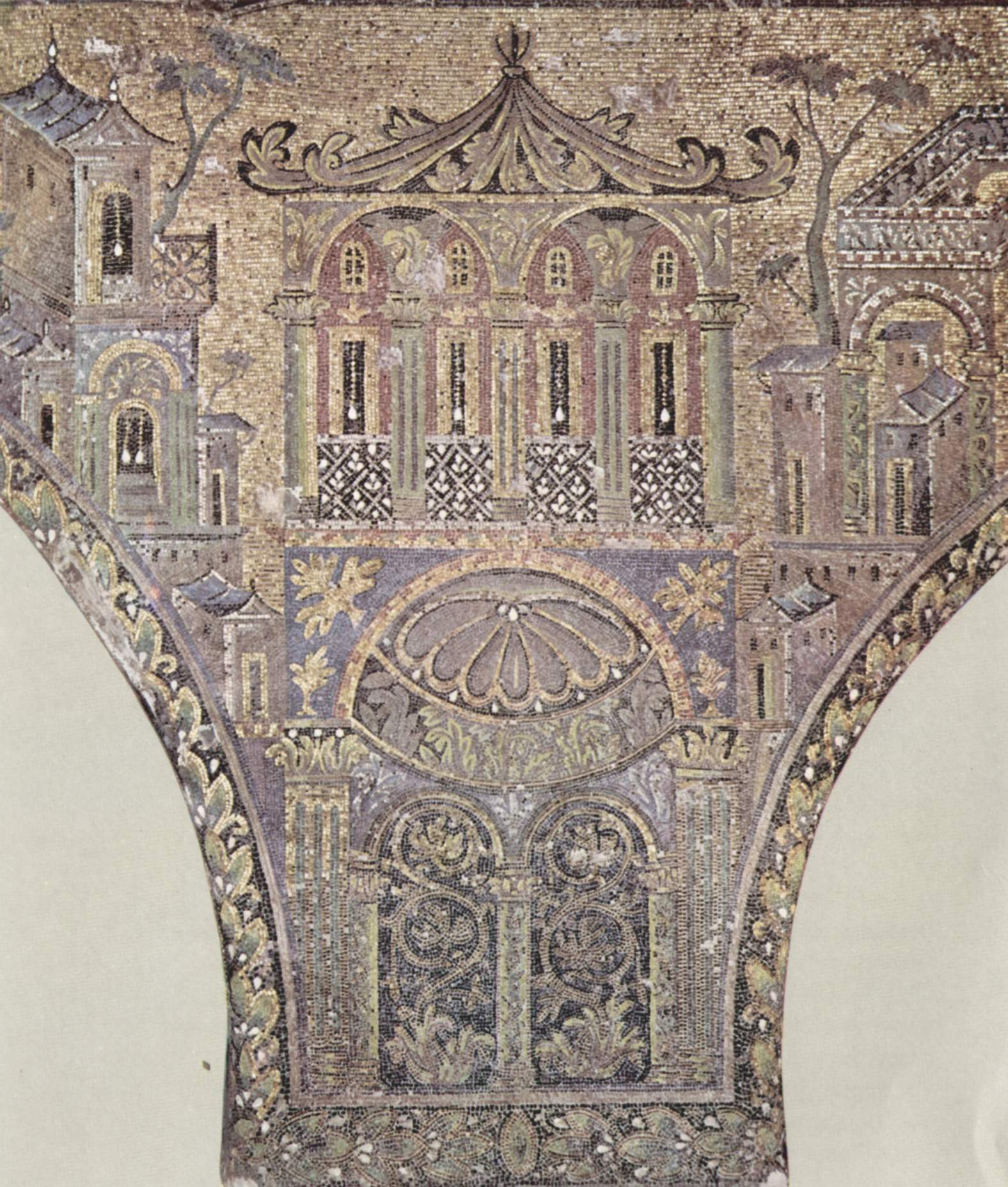
Mosaïque (d'influence byzantine) de la Grande mosquée de Damas, vers 715.

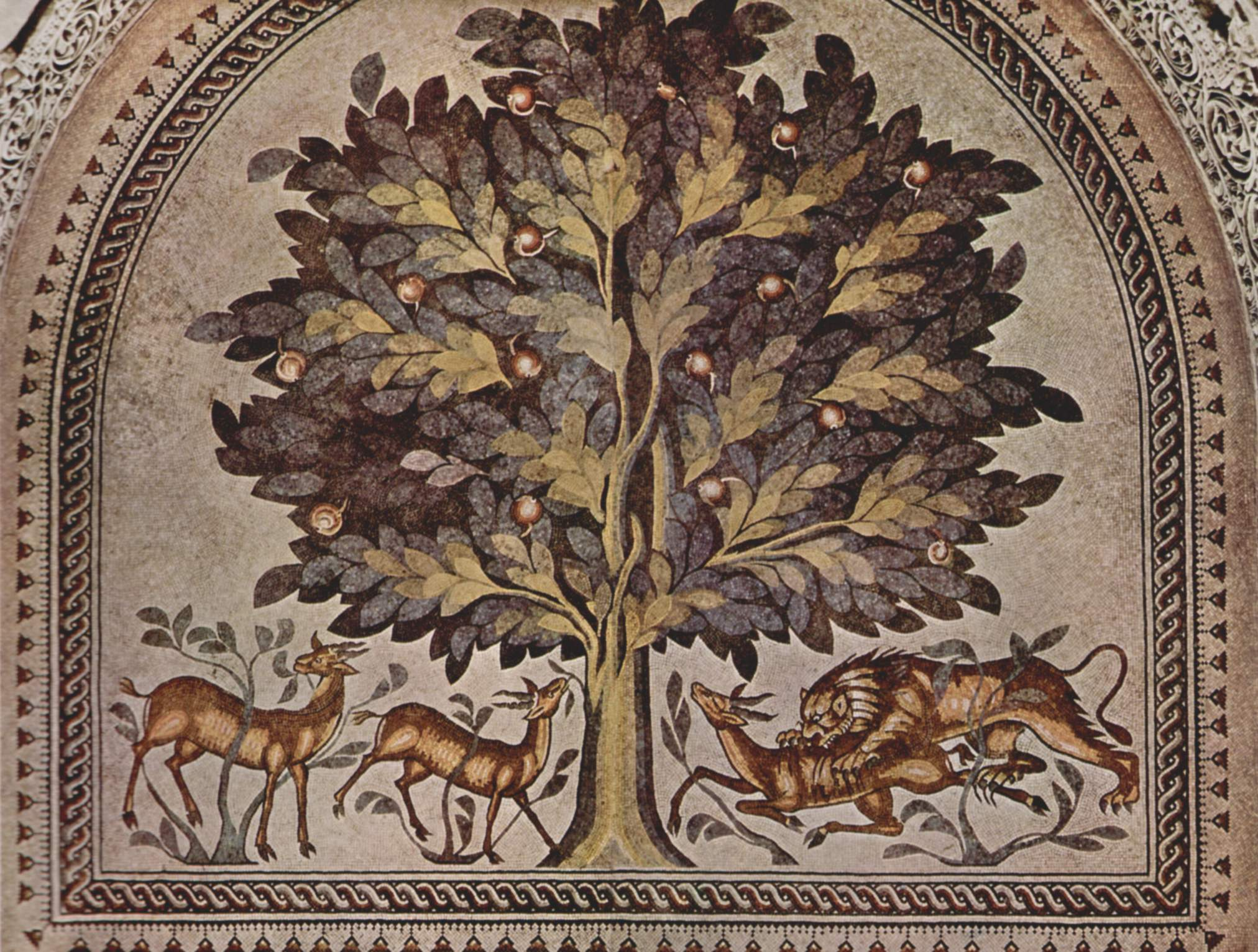
Mosaïque du château de Khirbat al-Mafjar, VIIIe siècle.

La mosaïque est utilisée à plusieurs époques : Califat des Omeyyades, califat des Omeyyades d'Espagne, califat des Abbassides, sultanat mamelouk. Dans les trois premiers cas, on note une forte influence antique et byzantine (mosaïque à fond d'or). On sait d'ailleurs que des artistes byzantins ont travaillé dans le monde islamique à ses débuts. Pour les mosaïques mameloukes, le cas est un peu différent, car il s'agissait cette fois d'un retour aux sources. Elles sont donc fortement influencées par les mosaïques à fond d'or du Dôme du Rocher et de la Grande mosquée des Omeyyades de Damas.

#### Terre cuite
La terre cuite est extrêmement utilisée pour décorer tous types de bâtiments, dans le monde iranien notamment, mais également dans tout le reste du monde islamique. On peut utiliser deux types d'éléments : des éléments structurels, c’est-à-dire des briques, glaçurées ou décorées de quelque manière que ce soit, et des éléments purement décoratifs, à savoir des carreaux de revêtement en céramique.

Les principales techniques utilisent des briques ou de la céramique décorative. Avec les briques, on trouve d'une part des  jeux sur des motifs dans les briques non-glaçurées, comme au Bab Mardum, à Tolède; et d'autre part le hazerbaf  (« mille tissages », en persan) : il s'agit d'un travail sur le contraste entre briques glaçurées et non-glaçurées. Cette technique s'utilise principalement dans l'architecture il-khanide et timuride. Parfois, les briques dessinent des mots en calligraphie kufique (répétition du nom d'Allah, par exemple).

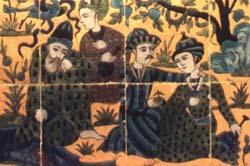
Panneau en « cuerd »a seca, provenant du Chehel Sutun, époque safavide.

Du côté de la céramique décorative, on a les carreaux de revêtement. Selon l'époque, ils peuvent être en forme d'étoile, de triangles, d'octogones qui s'imbriquent, ou plus sagement carrés, formant des panneaux. Les techniques de décor sont variées : carreaux moulés sous glaçure monochrome, lajvardina, cuerda seca, etc. La mosaïque de céramique est assez spécifique à l'art timuride. Il s'agit en fait de formes découpées dans des carreaux de céramiques de couleurs diverses. Cette technique, extrêmement délicate, sera remplacée sous les Safavides par celle de la cuerda seca, moins complexe et moins coûteuse, mais qui permet des effets assez similaires.

## Typologie des bâtiments
Les fonctions d'un bâtiment peuvent être multiples (mosquée et madrasa, par exemple). Il arrive souvent que les archéologues ne soient pas en mesure d'identifier exactement la fonction d'un bâtiment, car des plans identiques peuvent être utilisés pour différents types d'édifices.

### Architecture religieuse

#### La mosquée et les lieux de culte
La mosquée est le lieu de prière (salat en arabe) pour les musulmans. Selon le Coran, la prière doit se faire n'importe où, car tout endroit est saint puisqu'il a été créé par Allah. Le Prophète lui-même tenait l'architecture pour coûteuse et inutile. Néanmoins, très rapidement après l’avènement de l’Islam, se sont développés des lieux où les musulmans se rassemblaient pour prier. Ces édifices servaient non seulement à rassembler une communauté minoritaire (le monde islamique n'est devenu à majorité musulmane qu'au cours du XIIIe siècle) en mal de repères, mais aussi à marquer les lieux dominés par l'Islam.
En arabe, mosquée se dit « masjid », du mot sajada, se prosterner.

##### Types de mosquées et de lieux de cultes s'en rapprochant
Il existe différents types de mosquées. La plus simple est la mosquée de quartier, qui permet aux croyants de venir prier quand bon leur semble.
Plus importante est la mosquée majeur, dite aussi mosquée congrégationnelle ou Grande mosquée (masjid el kabirr), Comme son nom l'indique, elle sert principalement pour la grande prière du vendredi, le jour saint des musulmans. Il n'en existe souvent qu'une pour les petites agglomérations, la ville du Caire, par exemple, en comporte une dizaine.
Enfin, la musalla est un lieu de prière en plein air, généralement situé en dehors des villes, qui sert lors des grandes fêtes religieuses.

##### Éléments constitutifs d'une mosquée

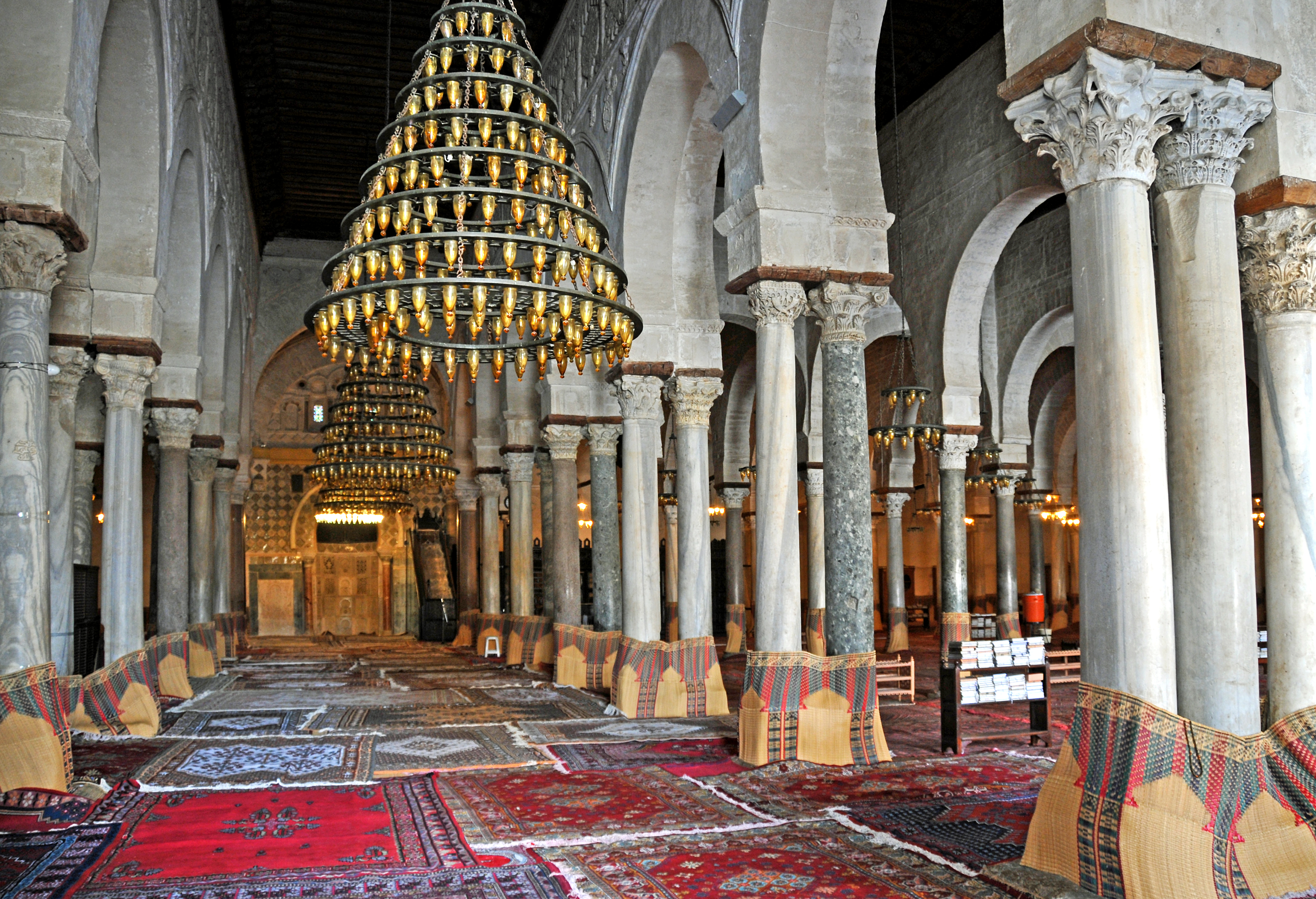
Salle de prière de la grande mosquée de Kairouan.

- L'enceinte : la mosquée est toujours séparée du monde extérieur par une enceinte. Parfois, elle jouit même d'une ziyada, c’est-à-dire d'un espace vide clos par deux enceintes qui entoure la mosquée et sert pour la purification du croyant.
- La salle de prière ou Haram : c'est le lieu où les musulmans prient. Le sol est toujours recouvert de tapis afin de conserver le lieu purifié.
- La fontaine : indispensable dans une mosquée, elle permet au croyant de pratiquer ses ablutions rituelles avant la prière.
- Le minaret : haute tour, d'où le muezzin lance l'appel à la prière. Le minaret sert à marquer l'emplacement d'un sanctuaire, car on le voit de loin, tout en permettant, surtout de porter la voix bien au-delà des habitations environnantes, appel faisant. Sa forme varie selon les régions et les époques.
- Le mihrab : élément le plus important du bâtiment, car il indique la Qibla, la direction de la Mecque, vers laquelle prient les musulmans. Le mihrab prend place sur le mur qibli. Le mihrab a en général la forme d'une niche plus ou moins profonde et plus ou moins grande. Il peut en exister plusieurs dans une même mosquée, dès lors ou elles demeurent dans la même direction, (Qibla)
- Le minbar : chaire à prêcher. En bois ou en tout autre matériau (pierre, marbre par exemple), il se situe toujours juste à côté du mihrab. Le plus ancien minbar du monde musulman, daté du IXe siècle (vers 862) et réalisé en bois de teck finement sculpté, se trouve dans la grande mosquée de Kairouan (à Kairouan en Tunisie)[10].
- La dikka : tribune qui permet de répercuter dans la salle de prière le sermon du muezzin. On n'en trouve que dans les grandes mosquées.
- La Maqsura : il s'agit d'un endroit clos situé près du mihrab, réservé au souverain pour le protéger des attaques. La maqsura n'est pas présente dans toutes les mosquées, car elle s'oppose à l'idéal d'égalité de la religion musulmane.

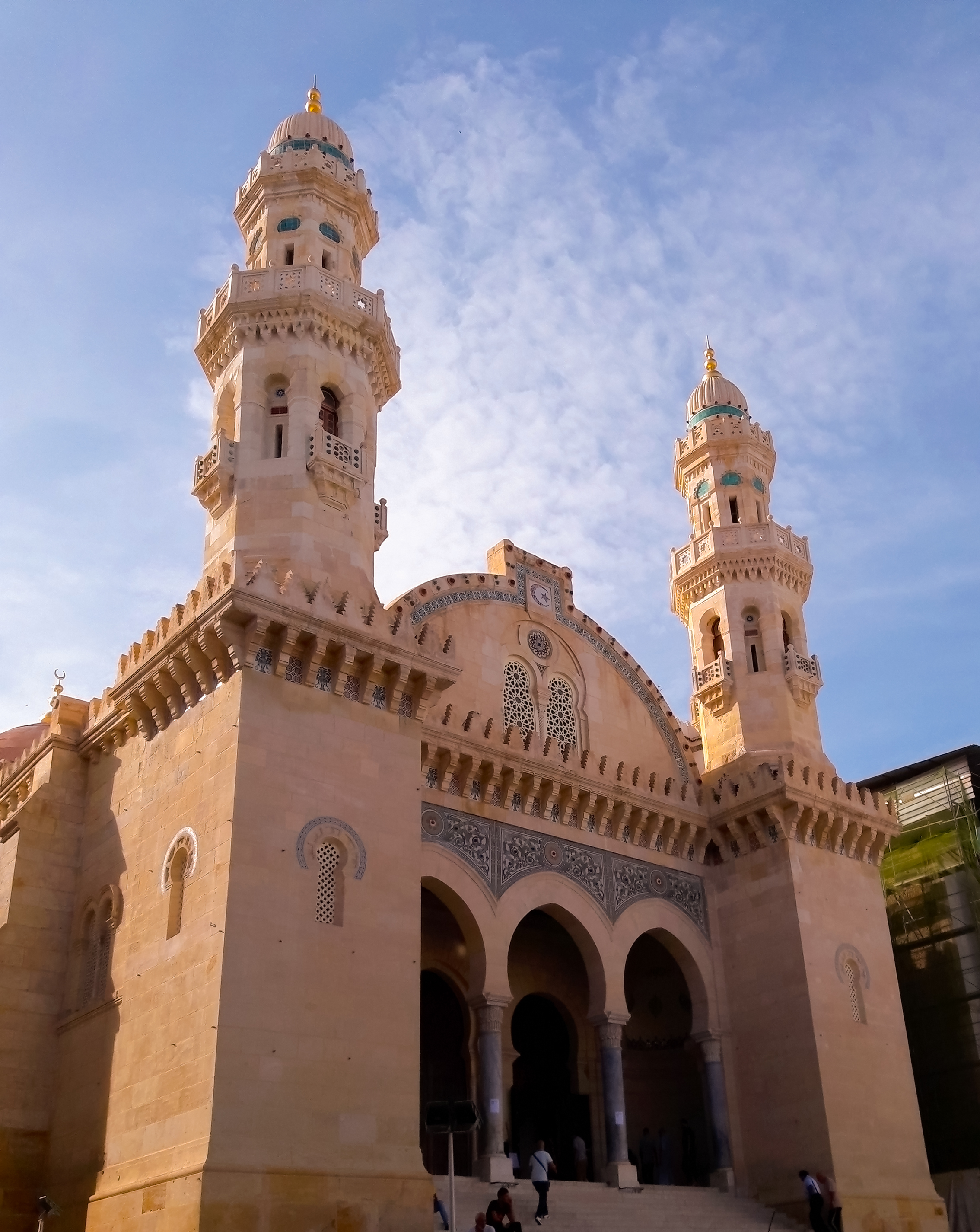
Les deux Minarets de la Mosquée Ketchaoua à Alger.

#### Les différents plans de mosquées

##### Plan arabe
C'est le premier plan conçu. Il se base sur un modèle plus ou moins mythique : la maison de Mahomet à Médine, qui serait actuellement située sous la grande mosquée de Médine. Le plan arabe, ou plan hypostyle, se compose d'une cour à portique et d'une salle de prière à colonnes, les nefs étant dirigées parallèlement ou perpendiculairement (pour le Maghreb et certaines exceptions) à la qibla. On le trouve dans tout le monde islamique, depuis la Syrie (Grande mosquée des Omeyyades de Damas, par exemple) jusqu'au Maghreb (exemple la grande mosquée de Kairouan en Tunisie, dont l'état actuel date principalement du IXe siècle), à l'Espagne et à l'Irak.

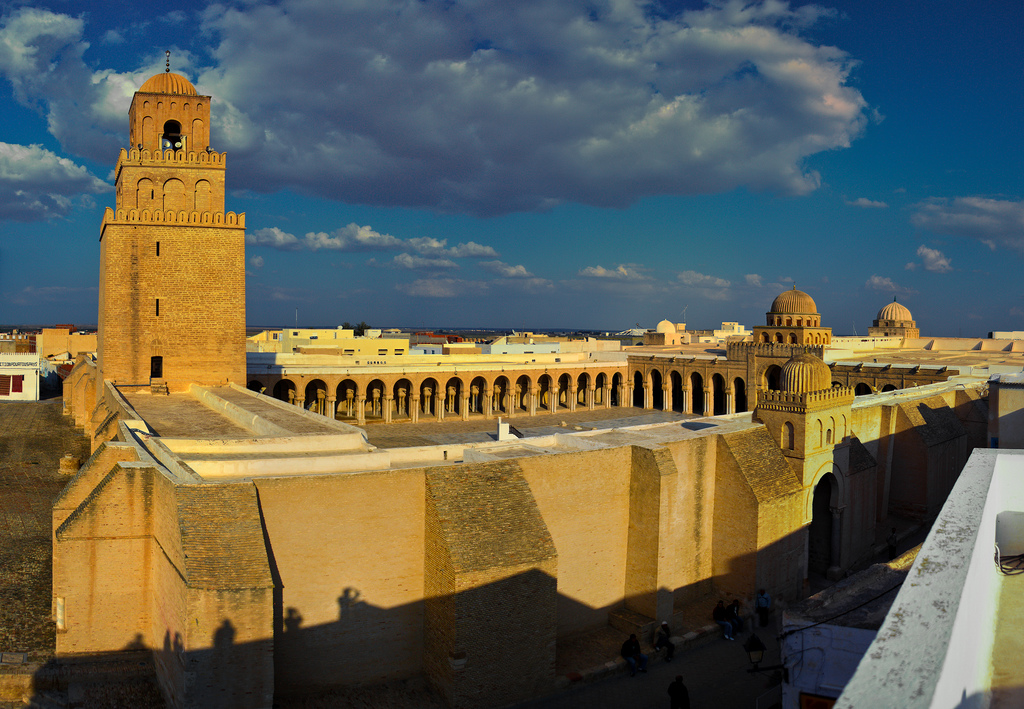
Exemple de plan arabe : la grande mosquée de Kairouan, Tunisie, vue d'ensemble.

##### Plan iranien
Comme son nom l'indique, ce plan se retrouve quasiment exclusivement dans le Grand Iran, c’est-à-dire dans une région comprenant l'Iran, une partie de l'Afghanistan et du Pakistan et une partie de l'Irak. Cependant, c'est aussi le plan utilisé en Inde avant la dynastie moghole et dans l'actuel territoire de l'Ouzbékistan sous la dynastie des Chaybanides. Il apparaît au Xe siècle avec la dynastie seldjoukide et se caractérise par l'emploi d'iwans, d'un pishtak et une salle de prière sous coupole. Un iwan est une salle voûtée ouverte sur un côté par un grand arc inclus dans une encadrement rectangulaire. Généralement, les cours des mosquées en comportent quatre disposés en croix. Un pishtak est un portail formant une avancée, souvent surmonté de deux minarets et ouvert par un grand arc. La mosquée du Shah à Ispahan est l'un des plus beaux exemples connus de plan iraniens.

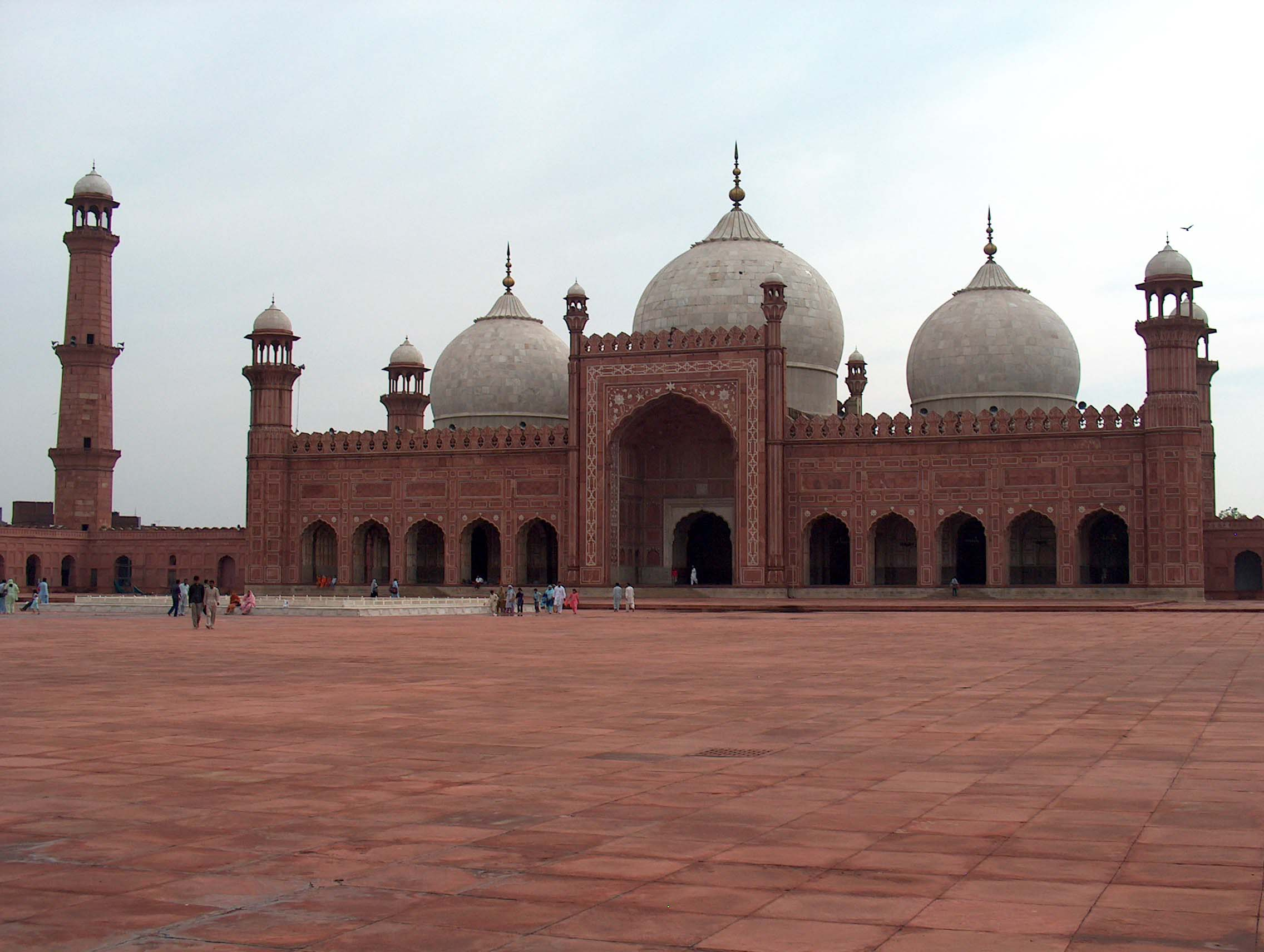
Exemple de plan moghol : Mosquée de Badshahi, Pakistan, vue de la cour.

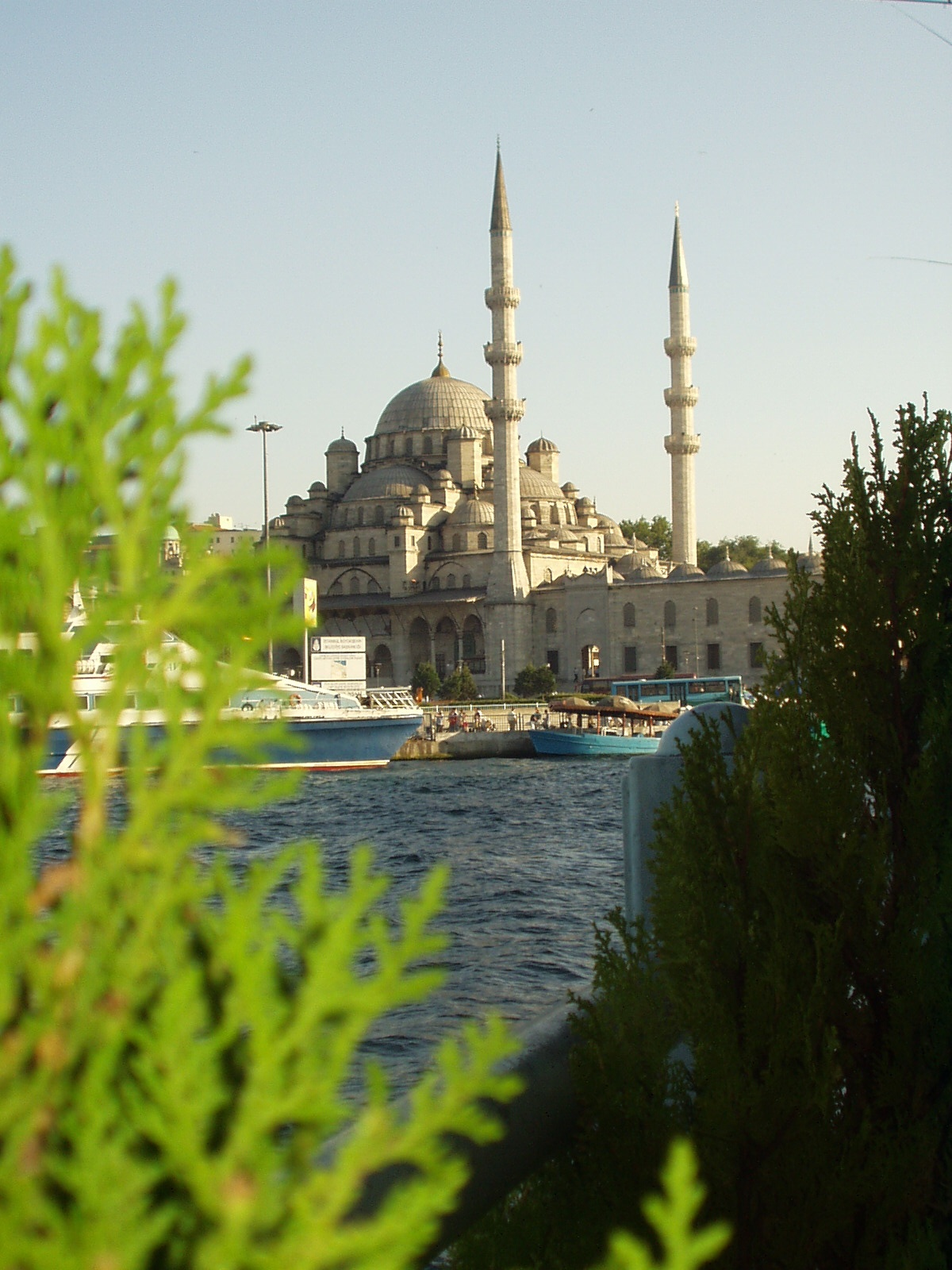
Exemple de plan ottoman : Yeni Cami, Istanbul.

##### Plan Moghol
Ce plan se trouve essentiellement dans l'aire indienne à partir du XVIe siècle, et il est influencé par le plan iranien. Il se caractérise par une immense cour à quatre iwans, dont un ouvre sur une salle de prière étroite et rectangulaire, couronnée par trois ou cinq coupoles bulbeuses. Par exemple, dans l'Inde actuelle, les grandes mosquées de Delhi, de Fathepur-Sikri et de Bîdâr utilisent ce type de plan, ou encore celle de Lahore, aujourd'hui au Pakistan.
- Plan Ottoman

Ce plan se trouve en Turquie (actuelle) principalement, et fut mis au point après la prise de Constantinople en 1453 par l'architecte Sinan ; cependant, on en trouve des prémices depuis le XIIIe siècle dans le premier art ottoman. Il se compose d'une salle de prière sous une immense coupole cantonnée de demi-coupoles et de coupolettes. Souvent, les mosquées de type Ottoman font partie de grands complexes, comprenant des hammams, des hôpitaux, des hospices pour personnes démunies, des magasins, etc. On peut déceler une influence Byzantine (de Sainte-Sophie notamment), par les matériaux, les motifs et les compositions ornementales.

#### La madrasa
Une madrasa est généralement considérée comme une école coranique, cependant, c'est principalement un lieu où l'on étudie le droit. Certes, celui-ci est basé sur la Charia, la loi islamique telle qu'expliquée dans le Coran, mais dans le monde islamique, il faut se rendre compte que le Coran régit la plupart des aspects de la vie quotidienne. Les madrasas enseignent un ou plusieurs des quatre rites sunnites (hanafite, chaféite, malékite et hanbalite), qui correspondent à quatre écoles de droit, légèrement différentes sur certains aspects canonique et traditionnel. De plus, on enseigne également dans les madrasas la philologie, la linguistique arabe, la science (sauf la médecine, qui est enseignée dans des écoles spécialisées). Souvent, la madrasa sert de mosquée de quartier, et vice versa. Elles sont toujours administrées en waqf (fondation pieuse).

##### Origine
La madrasa apparaît en Iran au XIe siècle, grâce au célèbre vizir Nizam al-Mulk, bien que l'on ne connaisse actuellement aucune de ses « nizamiyya ». Par contre, on retrouve cette origine iranienne dans l'unité architecturale qui caractérise les madrasas : le plan cruciforme, à quatre iwans, semble en être un marqueur.

##### Développements
Mis à part en Iran, on trouve des madrasas en Anatolie sous les Seldjoukides puis sous les Ottomans, en Syrie et en Égypte sous les Ayyoubides et les Mamelouks, et au Maghreb à partir des Mérinides.
Les madrasas anatoliennes de la période seldjoukide se caractérisent par leur matériau, la pierre et par leur cour étroite, voire inexistante en raison du climat froid de la région. Le portail est généralement prétexte à une débauche de décor sculpté. La tradition de la madrasa se poursuit en Anatolie aux XIVe et XVe siècles, puis sous les Ottomans, ces édifices sont intégrés à d'immenses complexes.
Les Ayyubides fondèrent de nombreuses madrasas pour extirper le Chi’isme après la disparition des Fatimides en Égypte. Salah al-Din notamment, en fit construire de nombreuses au Caire et en Syrie, comme la madrasa Firdaws à Alep (1243). On trouve peut-être encore des influences anatoliennes dans ces bâtiments.
C'est sans doute à l'époque mamelouke que naquit le concept d'un iwan par rite, comme cela est expliqué dans l'acte de waqf du complexe de Sultan Hasan. À cette époque, les madrasas étaient bien évidemment liées aux grands complexes sultaniens et émiraux. C'est dans celui de Qala'un que se trouve la première madrasa mamluke bien conservée, mais celle du complexe de sultan Hasan est sans doute la plus belle.
À Ispahan se trouve la plus ancienne madrasa conservée, la Shah-i Mashhad datée de 1175. On en connaît de nombreuses dans tout le grand Iran et en Inde, jusqu'au XVIIe siècle au moins. Dans ces régions particulièrement troublées, elles servaient mieux qu'ailleurs à diffuser les diverses propagandes. On en connaît aussi bien des Sunnites que des Chi'ites.

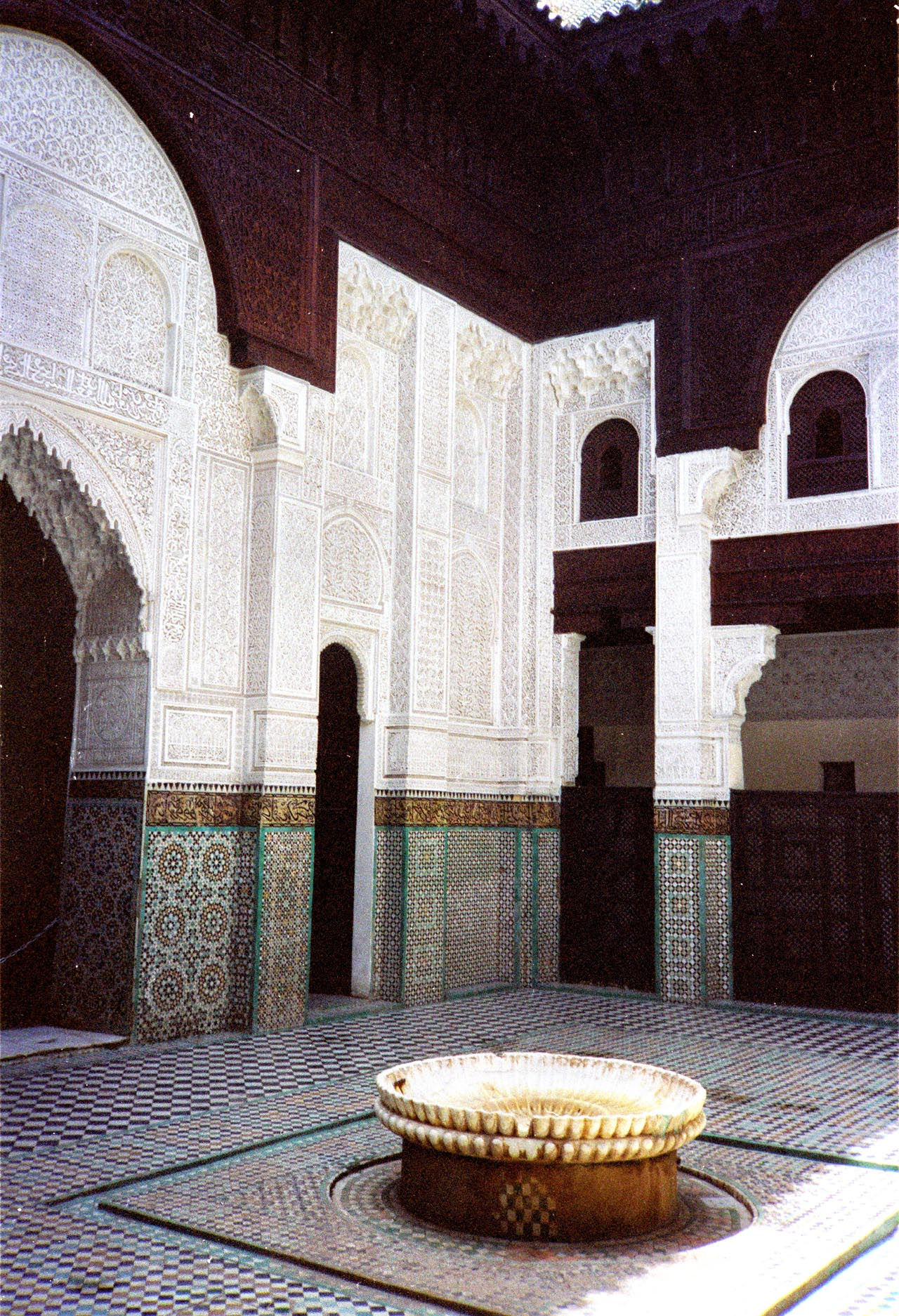
Medersa Bou Inania de Meknès 1350-1355.

L'apparition de la madrasa au Maghreb est tardive (pas avant la dynastie Mérinide), et a lieu dans un contexte de soufisme vivace. De rite principalement malikite, ces établissements servent principalement à étendre les Sufismes à des populations nomades souvent encore non islamisées. On en trouve de nombreux exemples magnifiques notamment à Fez, comme la madrasa Attarin, la madrasa Bu' Inaniyya, ou encore à Tlemcen avec la Medersa Khaldouniya.
En Espagne, l'enseignement avait lieu principalement dans les mosquées. On ne connaît donc qu'une seule madrasa dans cette région, qui dénote une importante influence mérinide : le palais de la Madraza ou Madrasa Yusuf Ier à Grenade, décorée de magnifiques stucs peints.

#### Les lieux de retraite
Il existe trois grands types de lieux de retraites : les ribat, les khanqah et les zawiya.
Un ribat est un édifice à la fois religieux et militaire, construit généralement dans une zone frontalière ou sur un axe de communication important (littoral, route). Il abrite des militaires tournés vers la foi, c'est-à-dire combattant essentiellement pour le jihad, la guerre sainte. Il contient généralement une mosquée, et peut servir d'hôtellerie, notamment pour accueillir un gouverneur ou un dirigeant, mais il s'agit surtout d'une place forte, d'un endroit fortifié. Les variations architecturales sont très grandes, en fonction des époques et des régions. Le ribat de Sousse est l'un des plus connus et des plus anciens.
La khanqah ou Khanaqa est le lieu de vie de mystiques musulmans (soufis), mais aussi un lieu de retraite temporaire pour des personnages « civils ». Elle peut se trouver en ville ou en rase campagne, selon l'ordre qui y vit, et comporte généralement une ou plusieurs mosquées et des cellules. Elle peut également abriter une école et sert souvent de lieu funéraire pour son fondateur.
Une zawiya, comme une khanqah, est un bâtiment abritant des soufis et un tombeau (celui du fondateur, en général). Elle diffère de la khanqah par sa taille, plus imposante, et le rôle d'enseignement qui lui est dévolu.

### Architecture funéraire

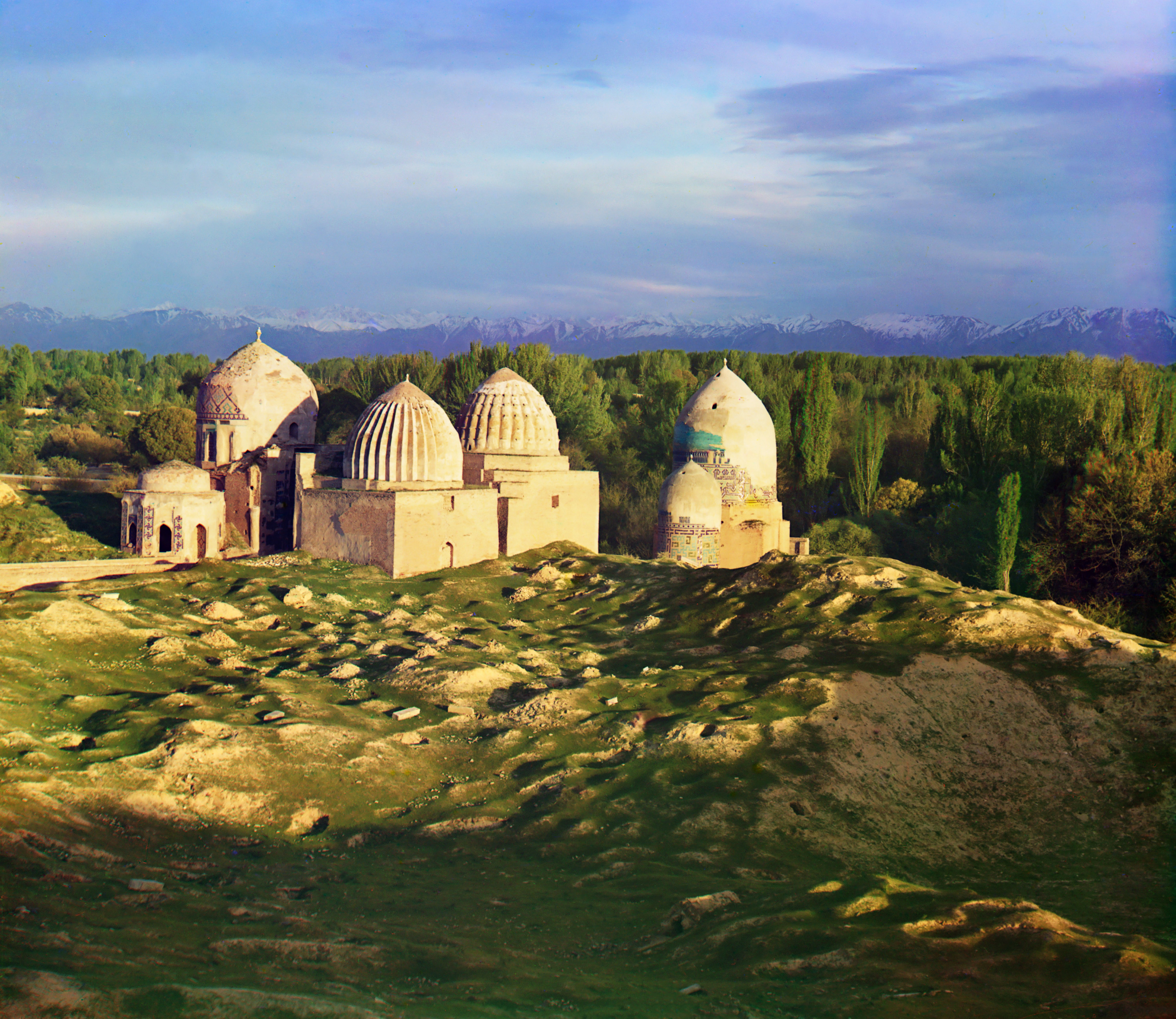
La necropole de Shah-i Zindah, à Samarcande, en Ouzbékistan.

Dans le monde islamique, les musulmans sont normalement enterrés à même le sol, dans un linceul, sans cercueil ni tombe. Cependant, rapidement se sont développés plusieurs types d'architecture funéraires pour les hauts personnages et surtout pour les saints. Cette architecture est née dans l'est de l'aire islamisée, c'est-à-dire en Iran, où de nombreuses religions étaient pratiquées et traitaient leurs défunts de manières différentes, et où le chiisme dominait. De par son culte du martyre, le chiisme a favorisé l'apparition de mausolées, qui servent de lieu de prière et d'invocations de saints, comme à Mashhad avec le tombeau de l'imam Reza. Dans le monde persan chiite, es tombeaux de saints sont appelés imamzadeh.
Deux formes émergent en particulier : le mausolée sous coupole et la tour funéraire, mais la typologie varie d'un lieu et d'une période à l'autre. On trouve aussi des Nişanı (signe, symbole, en turc ottoman), à savoir des stèles et des pierres tombales dressées, témoignage de l'engagement à honorer la mémoire d'un défunt. On trouve par exemple les Nişans de la famille Kajtezović en Bosnie-Herzégovine.

#### Mausolées sous coupole

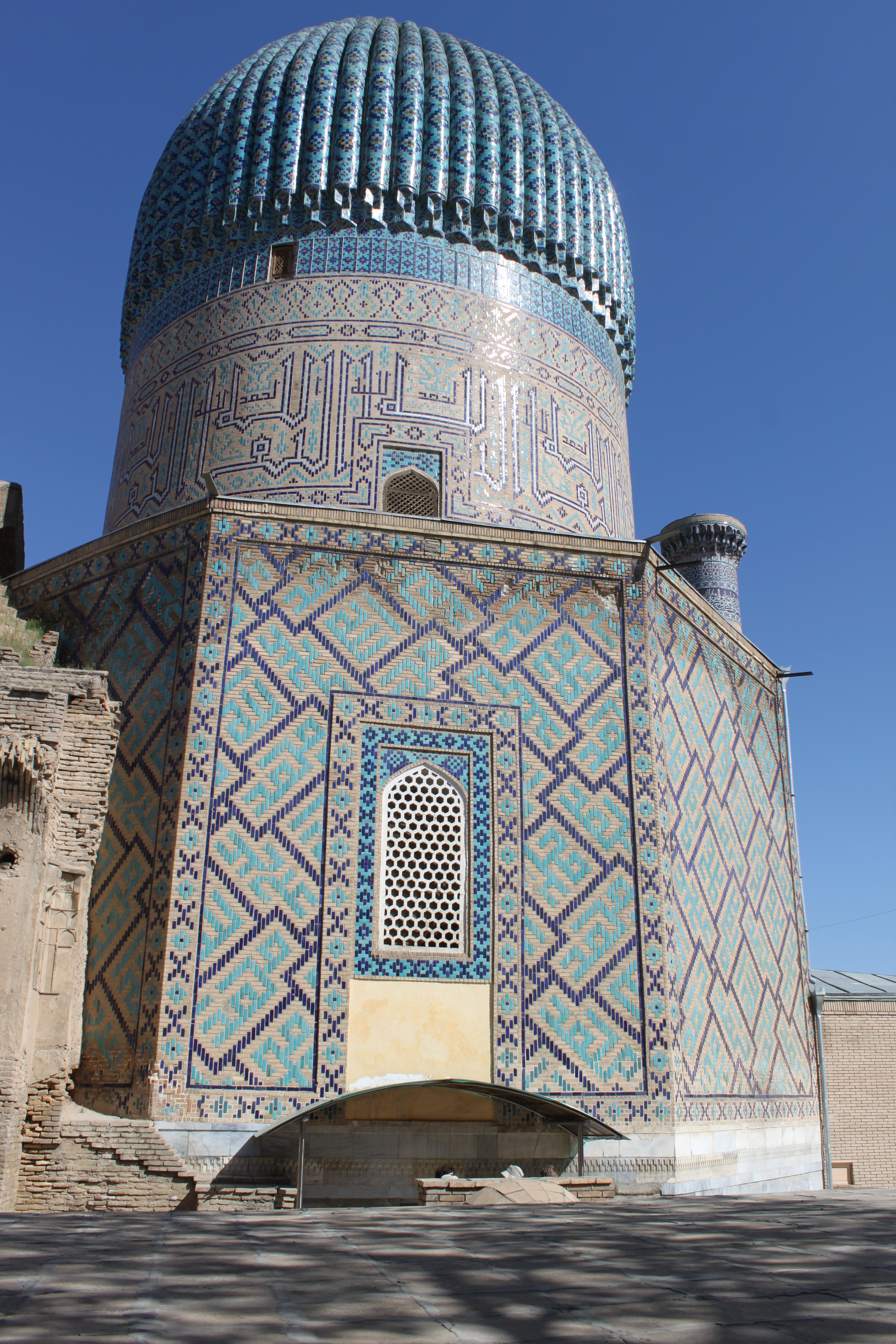
Le Gour Emir à Samarcande

Un mausolée sous coupole est, comme son nom l'indique, un bâtiment de base polygonale surmonté d'un dôme. Ce type existe depuis au moins le Xe siècle, comme en témoigne le mausolée des Samanides à Boukhara (actuel Ouzbékistan). Les formes les plus diverses existent : carré, octogonal, circulaire, sur arcades, etc. et les tailles varient beaucoup. Ainsi, le mausolée des Samanides ne mesure que quelques mètres de large, mais le mausolée d'Oldjaïtou à Sultaniya est un énorme octogone de plus de 38 mètres de diamètre et haut de 77 mètres environ ! Le mausolée de Tamerlan le Gour Emir à Samarcande se distingue par sa faïence bleue à reflets métalliques.

#### Tours funéraires
Il semble que le type de la tour funéraire dérive de rites zoroastriens : les cadavres étaient exposés au sommet de hautes tours. Ainsi, le Gonbad-e Qabus, l'une des premières tours funéraires (1007) se rattache encore à cette tradition, même si son commanditaire était musulman. Plus tard, les chambres funéraires furent placées sous la tour, dans une crypte, puis à sa base. Comme les mausolées sous coupoles, les tours peuvent prendre différentes formes : polygonales, étoilés, circulaires, etc. Souvent, le plan intérieur est simplifié par rapport à l'extérieur : ainsi, le visiteur voit une tour étoilée, mais entre dans une pièce circulaire.
Si le type de la tour funéraire est resté assez persan, celui de la pièce sous coupole s'est bien répandu dans le monde arabe, et se retrouve en Égypte comme en Anatolie. Il est fréquent dans ces régions comme en Perse à partir des Ilkhanides que le tombeau fasse partie d'un complexe funéraire.

#### Complexes

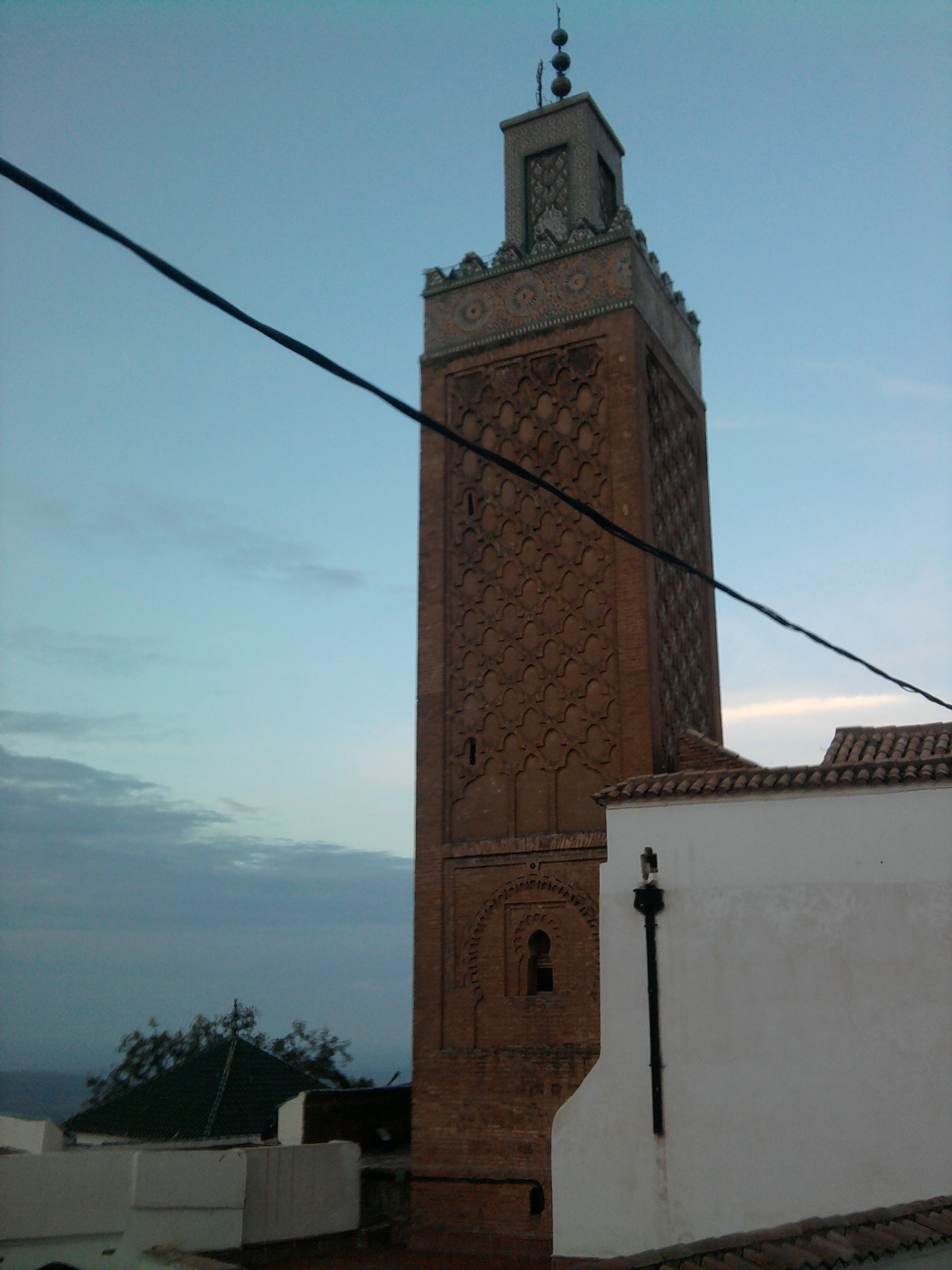
Minaret de la Mosquée Sidi Boumediene a Tlemcen en Algérie

Les complexes sont des regroupements de plusieurs bâtiments, dont chacun abrite une fonction spécifique. On trouve généralement dans un complexe une mosquée et/ou une ou plusieurs madrasas, le tombeau du fondateur et de sa famille et des institutions à caractère charitable (soupes populaires, hospices) et/ou médical (maristan ou bimaristan (« hôpital »), asile, école de médecine). Un complexe est généralement administré en waqf, c’est-à-dire que les revenus de boutiques et de logements loués lui sont versés pour son fonctionnement. Ces boutiques et ces logements peuvent ou non se trouver dans le complexe lui-même. Il arrive également que des ateliers d'artistes s'y trouvent, notamment pour les fondations dues à des sultans.
Les Mamelouks ont construit nombre de complexes, mais les plus impressionnants sont dus aux Ottomans.

### Architecture civile et palatiale
Les architectures islamiques sont encore présentes en Espagne.

#### Les palais
Contrairement à leurs homologues occidentaux, les palais en terre d'Islam se présentent sous la forme de petites entités dispersées, souvent dans des jardins qui structurent l'espace. Plusieurs éléments se trouvent presque systématiquement dans les palais islamiques : la salle d'audience (Diwan, qui est aussi le nom du conseil des ministres), le harem, qui ne constitue pas un lieu réservé aux femmes, mais tout simplement les appartements privés de l'habitant, et enfin des pavillons de plaisance.

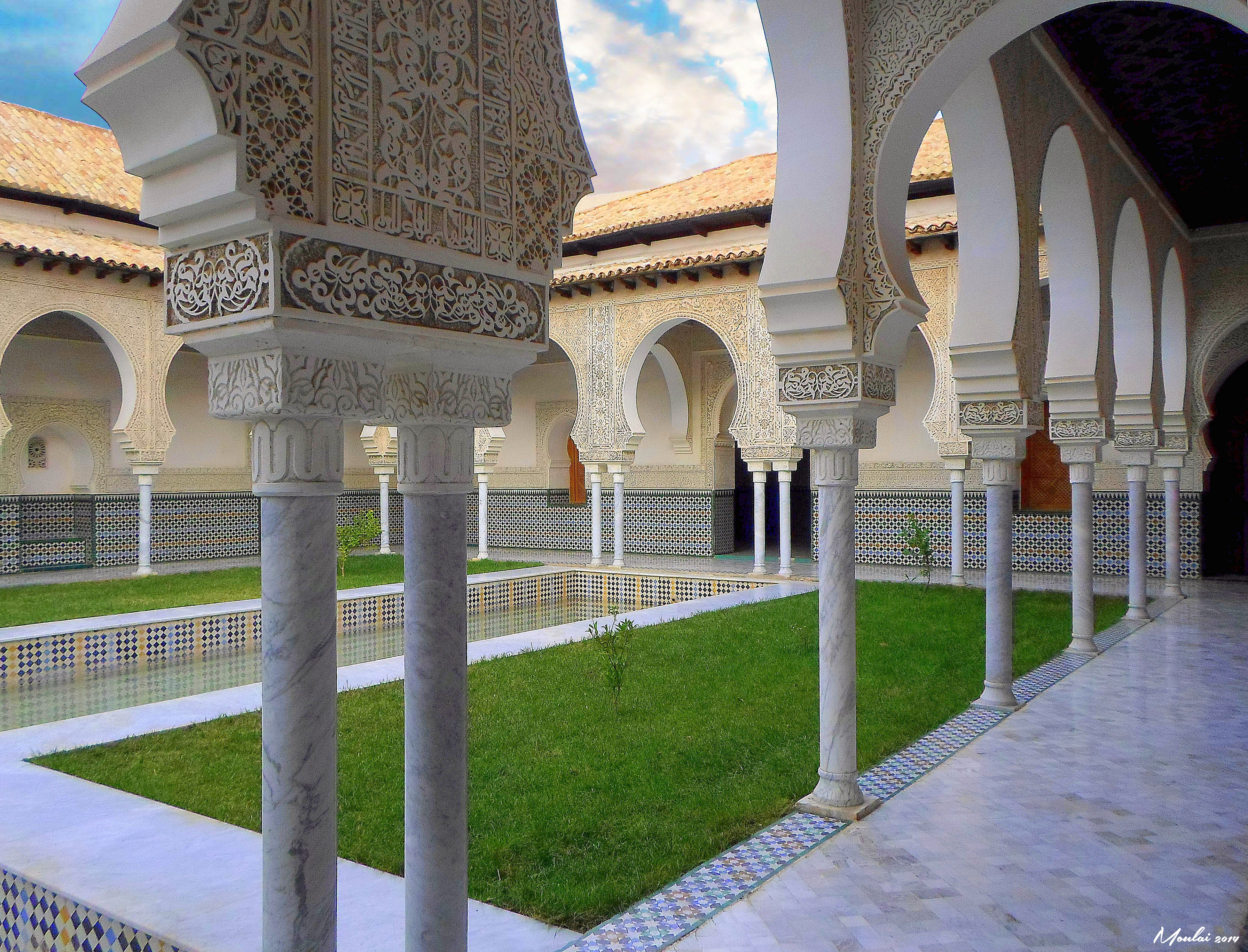
L'intérieur du Palais El Mechouar à Tlemcen en Algérie construit en 1248 par les Zianides.

Les murs de l'Alhambra, à Grenade, enserrent plusieurs palais. De même, on en trouve un particulièrement célèbre à Istanbul, le Topkapı Sarayı et au Caire, il en subsiste également quelques-uns d'époque mamelouke. Cependant, la plupart des palais anciens ont été détruits, par des conquérants désireux d'effacer les traces des dynasties précédentes, ou par le temps, quand ils étaient bâtis en matériaux périssables tels la brique crue et le bois.

#### Maristan et structures médicales
Un maristan (ou bimaristan) est un hôpital. Presque toujours administré en waqf, il appartient souvent à un complexe, étant donné sa vocation charitable. En effet, un maristan se doit d'accueillir tout musulman (et toute musulmane) et de lui offrir des soins gratuits. Ce qui ne signifie pas, bien au contraire, que le personnel est sous-qualifié : certains des plus grands médecins y travaillaient. Ainsi, al-Razi, dont le traité sur la variole et la rougeole fut utilisé en occident comme en Orient jusqu'au XIXe siècle, travailla de nombreuses années à diriger le maristan de Bagdad au Xe siècle.
Les principales caractéristiques architecturales de telles structures sont un nombre important de pièces et une attention particulière donnée à l'eau, au travers de fontaines, bassin, canaux…
Des maristans étaient présents dans toutes les grandes villes, depuis Grenade jusqu'à Mashhad, et souvent couplés avec une école de médecine. Les asiles d'aliénés étaient également nombreux, tout comme les imarets (soupes populaires).
Le bâtiment le mieux conservé à l'heure actuelle est sans doute le maristan de Nur al-Din à Alep, et le plus remarquable, celui du complexe funéraire de Qala'un, malheureusement en mauvais état, mais dont les sculptures de stuc subsistantes prouvent la magnificence. Long de près de 70 mètres, il couvrait une surface immense, et s'organisait autour d'une cour à quatre iwans inégaux. Dans cette cour, une fontaine coulait dont partaient quatre canaux qui alimentaient certaines pièces.

#### Structures d'hygiène
Deux sortes de bâtiments contribuent à améliorer l'hygiène des villes : le sabil et le hammam.
- Un sabil est une fontaine publique, dont chacun peut puiser gratuitement l'eau. Généralement construite grâce aux dons des puissants, on en trouve beaucoup dans les villes. À partir de la fin de la période Mamelouke (règne de Qaytbay), le sabil est associé à un quttab, une école élémentaire, qui se situe généralement au-dessus.
- Les hammams sont des bains, organisés la plupart du temps sur le modèle des bains romains (salles froide, tiède et chaude). Ils prennent une place prépondérante dans le monde islamique, où la propreté du corps est considérée comme essentielle.

#### Structures de commerce

##### Caravansérails
Un caravansérail est un bâtiment qui accueille les marchands et les pèlerins le long des routes et dans les villes. Selon les endroits, le nom change : dans le monde iranien, il s'appellera plutôt khan alors qu'au Maghreb, c'est le mot funduq qui est le plus couramment employé. Un caravansérail est toujours fortifié, et comporte à la fois des écuries (ou des enclos) pour les montures et les bêtes de somme, des magasins pour les marchandises et des chambres pour les gens de passage. Il est fréquent que les magasins se trouvent au rez-de-chaussée et les chambres au premier étage.
Les wakala sont des édifices urbains où les marchands déposent et vendent leurs marchandises à des grossistes. L'un des plus importants est la wakala d'Al-Ghuri, au Caire.

##### Marchés
Dans les villes, les marchés sont des lieux importants. Ils prennent le nom de souk en arabe et de bazar en persan. Ils sont en général organisés par corporations. Les échoppes et les réserves se trouvent au rez-de-chaussée et le premier étage comprend les logements des marchands, et parfois leurs ateliers s'ils vendent leur propre production. Toutefois, les métiers dégageant des odeurs indésirables (tanneries) et présentant des risques d'incendie sont relégués aux extrémités du marché ou à l'extérieur de la ville. On trouve souvent dans les souks des logements à louer.

## Styles

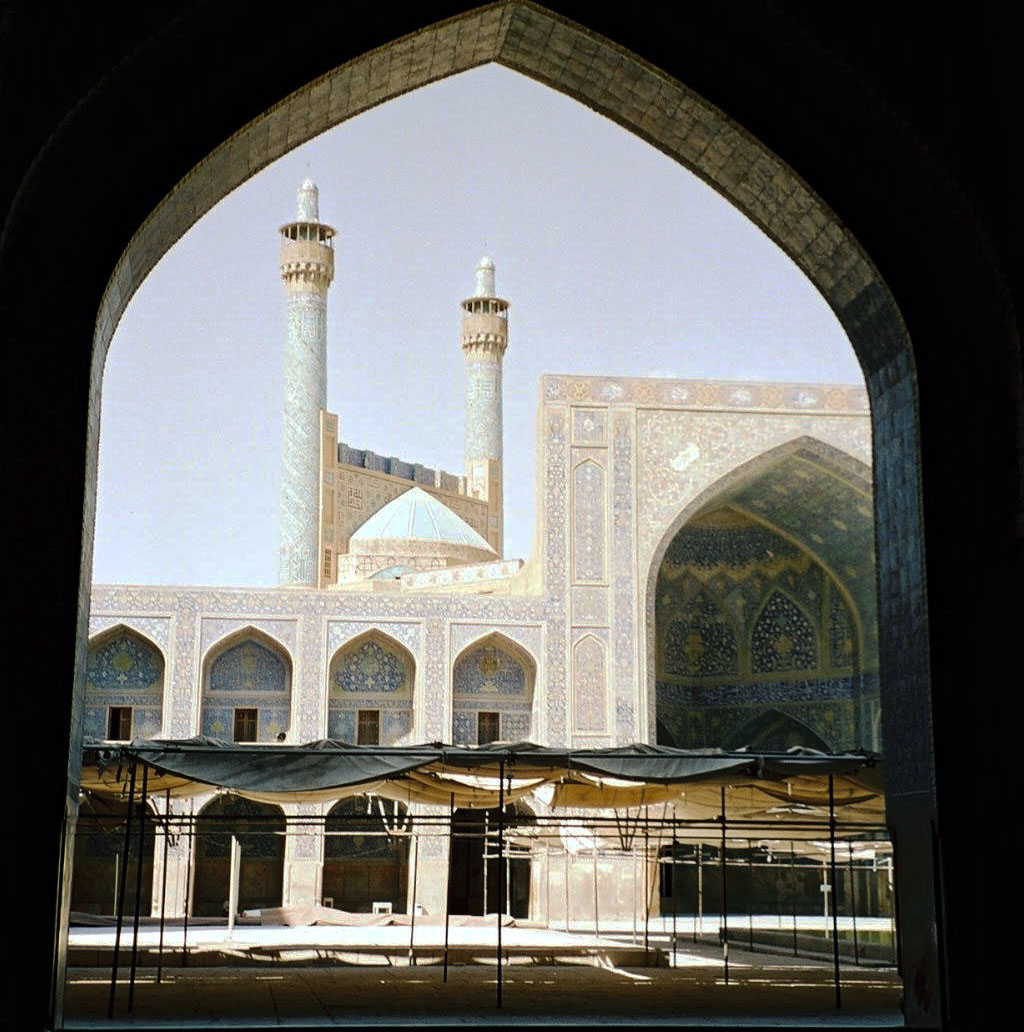
Mosquée de l'Imam (ex-Mosquée du Chah) construite par Chah Abbâs Ier (XVIIe siècle) (Ispahan)

### Architecture perse
La conquête musulmane de la Perse au VIIe siècle a permis aux musulmans de bénéficier des innovations architecturales développées depuis des siècles : voies romaines, aqueducs et arcs de l'Empire romain, basiliques byzantines, arcs perses, mosaïques byzantines et sassanides.
L'architecture musulmane est d'abord réalisée par ces architectes natifs et découle de ce fait directement de l'architecture perse et byzantine. Les architectes ont plus tard développé leur propre style.
Au Xe siècle en Perse et en Asie centrale, l'art joue un rôle central au sein d'une lutte de pouvoir entre les Tahirides, Samanides, Ghaznévides, et Ghorides. Dans ce contexte, de grandes villes sont développées comme Nishapur (Iran, 1re capitale de l'Empire seldjoukide), Ghazni (Afghanistan), et la construction de la Grande Mosquée d'Ispahan (Iran) (qui s'étendra sur plusieurs siècles) est commencée. L'architecture funéraire est également développée, comme le mausolée des Samanides (an 900, ville de Boukhara en Ouzbékistan) et la tour Gonbad-e Qabous (an 1006, Iran).
Les mosquées de style perse sont caractérisées par des piliers coniques en briques, de large arcades.
La particularité des dômes perses, les distinguant des dômes des mondes Chrétien, Ottoman et Moghol, est l'utilisation de carreaux colorés sur l'extérieur des dômes, contrairement à une utilisation à l'intérieur pour les autres.

#### L'ère Seldjoukide (1037-1194)
C'est sous l'ère Seldjoukide que le "plan de construction iranien" de mosquée apparaît pour la première fois.

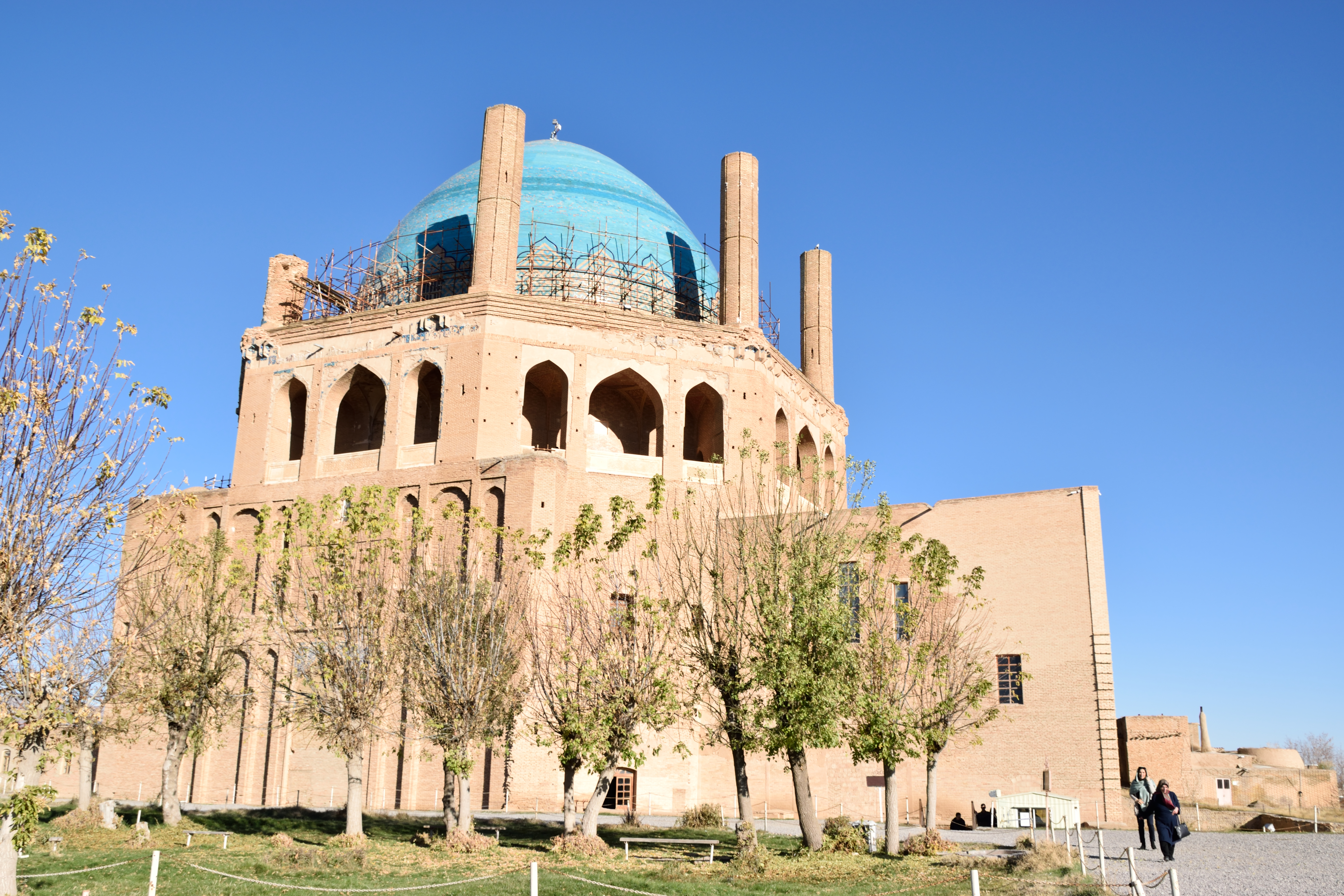
Soltaniyeh, Zanjan

#### L'Ilkhanat de Perse (1256-1335)
La période de l'Ilkhanat de Perse apporte quelques innovations à la construction des dômes, qui permettent aux perses de construire des structures bien plus grandes. Ces changements ouvriront la voie plus tard à l'architecture safavide.
Dans le monde ilkhanide on voit se développer l’architecture soufie avec par exemple le complexe de Sahip Ata à Konya, construit en 1279. Le culte de saints soufis se met en place et se matérialise par des complexes architecturaux comprenant les mausolées des anciens cheikhs. 
L'apogée de l'architecture de l'Ilkhanat de Perse est représentée par la construction du dôme de Soltaniyeh (1302-1312, Zanjan, Iran), tombe d'Oldjaïtou. Avec ses 50m de haut et 25m de diamètre, il est ainsi le plus grand dôme en brique du monde. Fin, à double coque, il est renforcé par des arcs entre les couches.

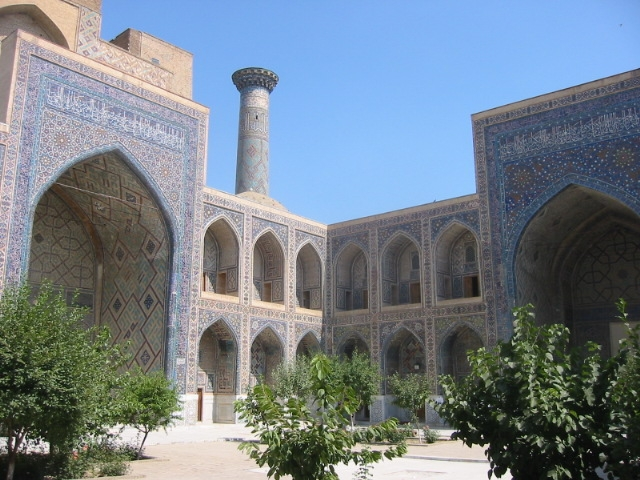
Cour du Registan, Samarcande, Ouzbékistan

#### L'empire Timouride (1370-1507)
L'architecture perse et l'urbanisation atteignent leur apogée sous l'Empire Timouride, avec notamment des monuments comme ceux de la première capitale de l'empire, Samarcande, marqués fortement par l'utilisation de carreaux de céramiques à l'extérieur et de voûtes de muqarnas à l'intérieur.
Timur et ses successeurs accordent une place importante à la production artistique car celle-ci lui permet de diffuser son idéologie impériale. La palais Aq Saray est une construction remarquable de l’époque. Aujourd’hui on n’a conservé que le portail, mesurant 22 mètres de largeur et culminant à 33 mètres. De nouvelles formes architecturales émergent : les bâtiments sont souvent autonomes et recouverts de céramiques architecturales. On peut constater la récurrence de décors en briques bannai, des briques glaçurées et l’utilisation du coufique labyrinthique, en particulier sur les formes rondes comme les tambours des coupoles. Malgré tout on conserve des traces de nomadisme et les tentes font partie de l’architecture à part entière.

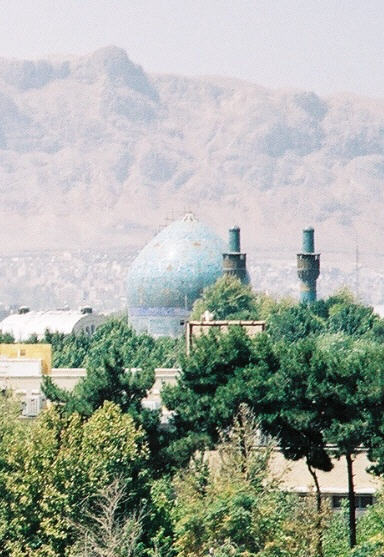
Dôme bleu de la Madrasa Chahar Bâgh, Ispahan

#### Dynastie des Safavides (1501-1736)
La période de renaissance dans la construction de dômes et des mosquées persanes arrive lors de la dynastie des Safavides, quand le Shah Abbas 1er impulse la reconstruction d'Ispahan en 1598, avec pour centre de sa nouvelle capitale : la Place Naghch-e Djahan.
Ces dômes se sont vite comptés par dizaine dans Ispahan, et cette forme bleue finit par dominer la skyline de la ville. En reflétant la lumière du soleil, les dômes prennent l'aspect de turquoises étincellantes pouvant être aperçues au loin par les voyageurs sur la route de la soie. Ce style distinctif est un héritage de la dynastie seldjoukide, qui a utilisé la pierre turquoise dans ses mosquées pendant des siècles. Cet usage a été perfectionné par les Safavides qui ont inventé le style de cuisson de carreaux haft-rangi, « sept couleurs », un processus qui permet d'appliquer plus de couleurs sur chaque carreau, créant ainsi des motifs plus riches.
Les couleurs de prédilection des motifs perses étaient doré, blanc et turquoise sur fond bleu foncé.
Les vastes bandes de calligraphies et d'arabesques des édifices d'Ispahan ont été conçues et réalisées par Reza Abbassi pour la plupart, qui fut nommé chef de la bibliothèque royale et maître calligraphe à la cour du Shah en 1598, tandis que Cheikh Bahaï supervisait les projets de construction. Atteignant 53m de haut, le dome de Masjed-e Shah (Mosquée du Chah) devient le plus haut de la ville à la fin de son édification en 1629. Il a été construit à double coque, avec 14m s'étendant entre les deux couches, et reposant sur une chambre octogonale.
Architecture islamique d’Asie centrale
Ouzbékistan : trois villes principales, Samarcande, Boukhara, Khiva

#### Architecture islamique en Azerbaïdjan
La conquête musulmane de la Perse a également contribué au développement de l'architecture musulmane en Azerbaïdjan. La taille de pierre et l'asymétrie sont des caractéristiques représentatives de l'architecture locale. Ce pays voit naître les écoles d'architecture Nakchivaan et Shirvan-Absheron. L'école Shirvan-Absheron, contrairement au style Nakchivan, utilise pour la construction des pierres à la place des briques.

Quelques exemples d'architecture musulmane d'Azerbaïdjan : le Mausolée Yusif ibn Kuseyir (1162, Nakhitchevan), le Mausolée de Momine Khatun (1187, Nakhitchevan) et le Palais des Chirvanchahs (XVe siècle, Bakou).

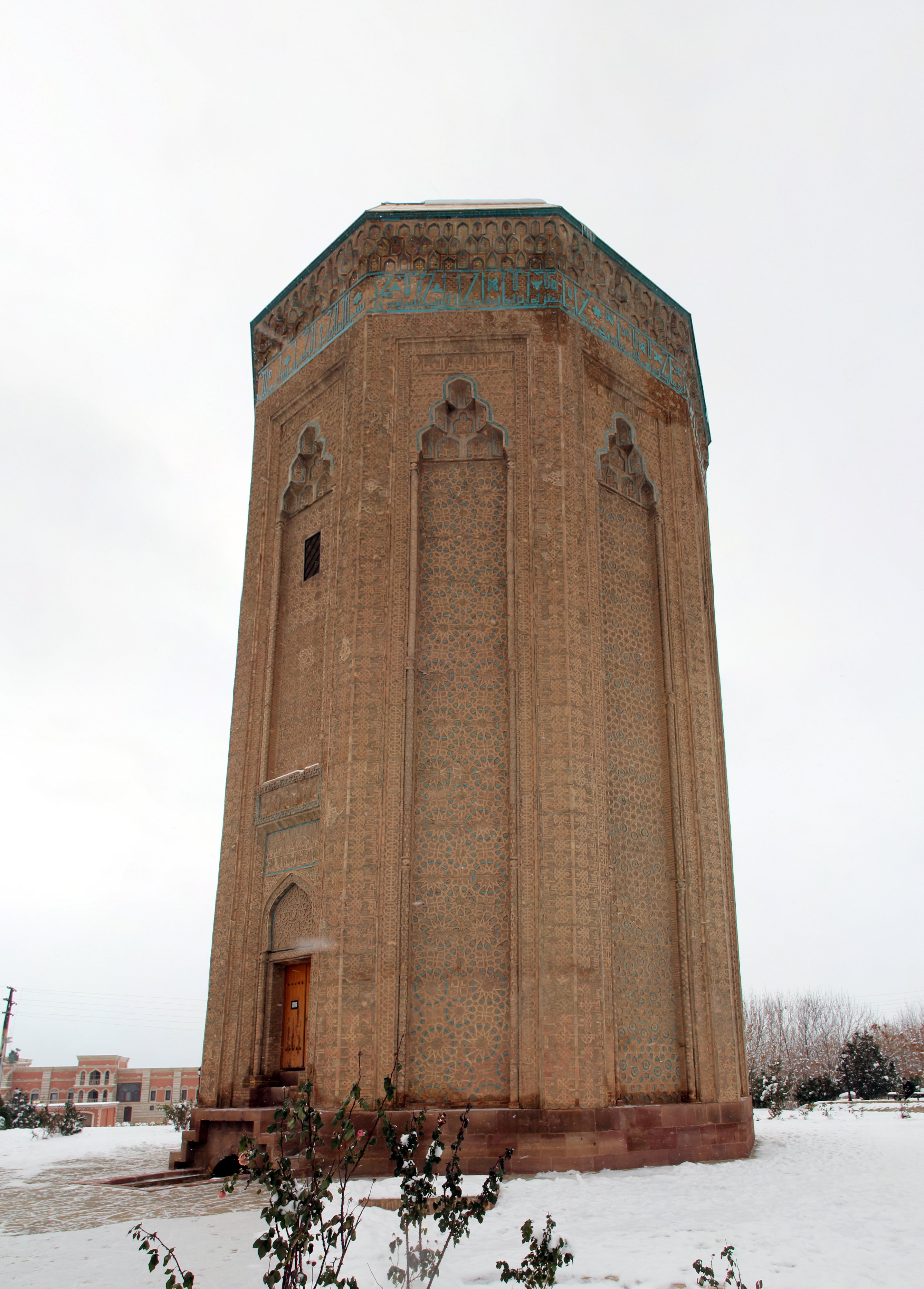
Mausolée de Momine Khatoun
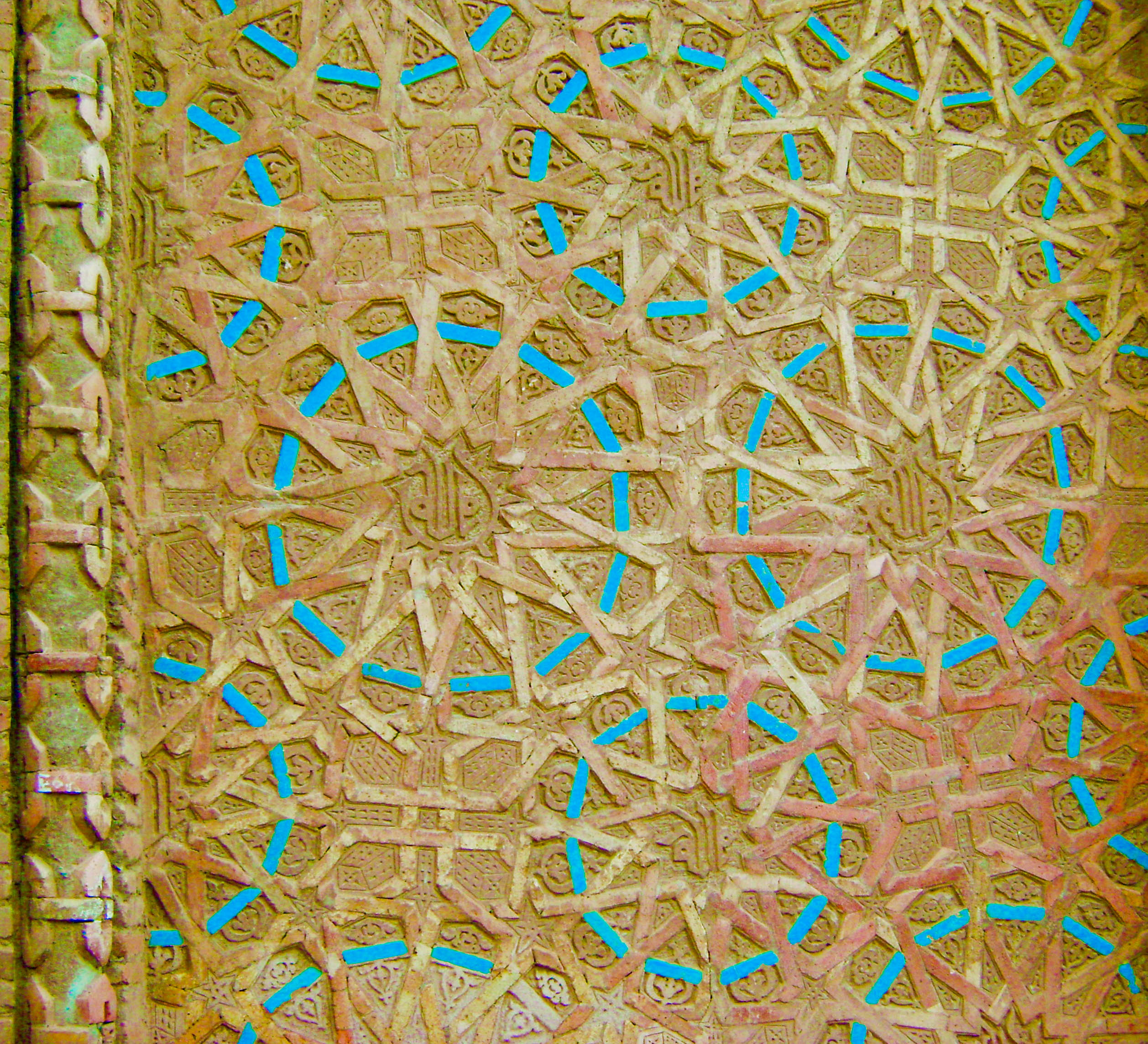
Détail de l'extérieur du mausolée de Momine Khatun.
Mausolée Yusif ibn Kuseyir.

### Architecture ottomane

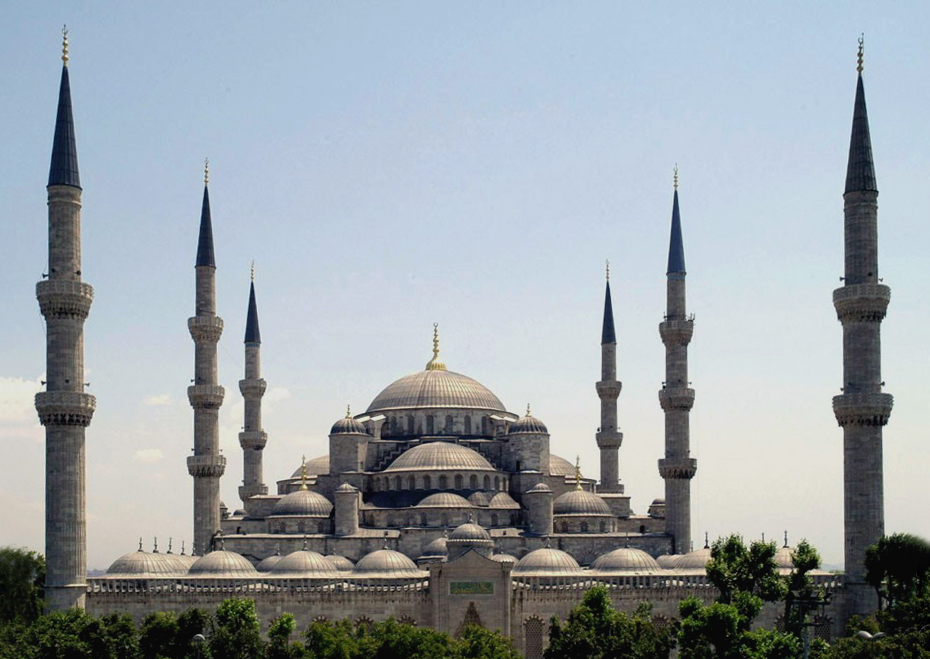
Mosquée bleue, construite en 1616. (Istanbul, Turquie)

La mosquée ottomane se trouve en Turquie (actuelle) principalement, ainsi que dans certains pays qui ont fait partie de l'Empire ottoman.
Il est en partie inspiré de l'exemple de Sainte-Sophie à Constantinople / Istanbul et fut mis au point après la Prise de Constantinople en 1453 par l’architecte Sinan, le plus célèbre des architectes ottomans. Ce dernier, influencé par les styles byzantin grâce à ses origines chrétiennes, perses et arabo-syriennes, va étendre le style ottoman auquel s'ajoutera son propre style de coupole.
L'architecte royal Mimar Sinan (1490-1588) a conçu plusieurs centaines d'édifices[réf. nécessaire], dont deux des plus importants sont la mosquée Süleymaniye (Istanbul) et la mosquée Selimiye (Edirne). On doit la célèbre Mosquée bleue (Istanbul) à son élève Sedefhar Mehmet Ağa.
Le style ottoman se reconnait à ses vastes espaces intérieurs surplombés de dômes en apparence légers et pourtant massifs, son harmonie entre espaces intérieurs et extérieurs, et sa maîtrise les jeux d'ombre et de lumière, grâce à l'introduction de mosaïques et de fenêtres, allant jusqu'à plusieurs centaines dans une seule mosquée.
L'architecture religieuse islamique, qui consistait jusque-là en bâtiments simples avec de vastes décorations, a été transformée par les Ottomans grâce à un vocabulaire architectural de voûtes, coupoles, demi-coupoles et colonnes. La mosquée a été métamorphosée, d'une chambre sombre à l'étroit et aux murs couverts d'arabesques, en un sanctuaire de l'équilibre esthétique et technique, de l'élégance raffinée et d'un soupçon de transcendance céleste.

#### Quelques mosquées ottomanes
On peut mentionner à Istanbul, les mosquées Sehzade Mehmet, Süleymaniye, Rüstem Pacha et la Mosquée bleue, ainsi qu'à Edirne , la mosquée Selimiye. Les architectes ottomans les plus marquants sont Sinan et Sedefhar Mehmet Ağa

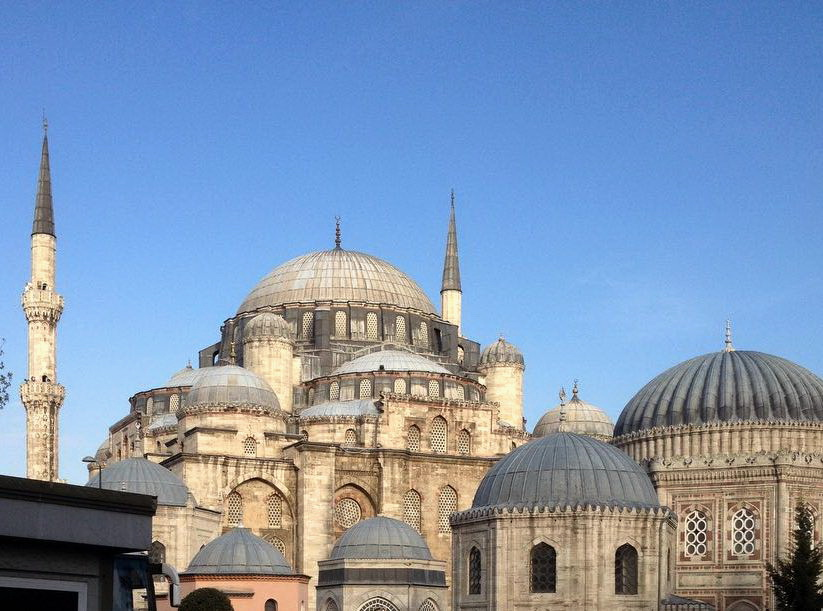
Mimar Sinan - Mosquée Şehzade Mehmet, Istanbul.
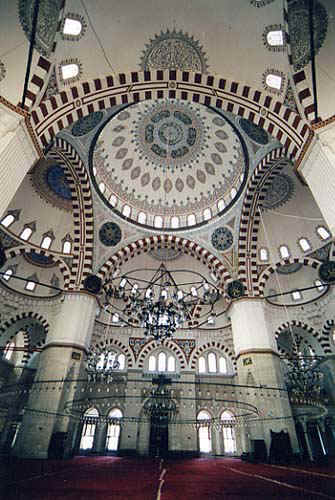
Mimar Sinan - Mosquée Şehzade Mehmet, intérieur, Istanbul.
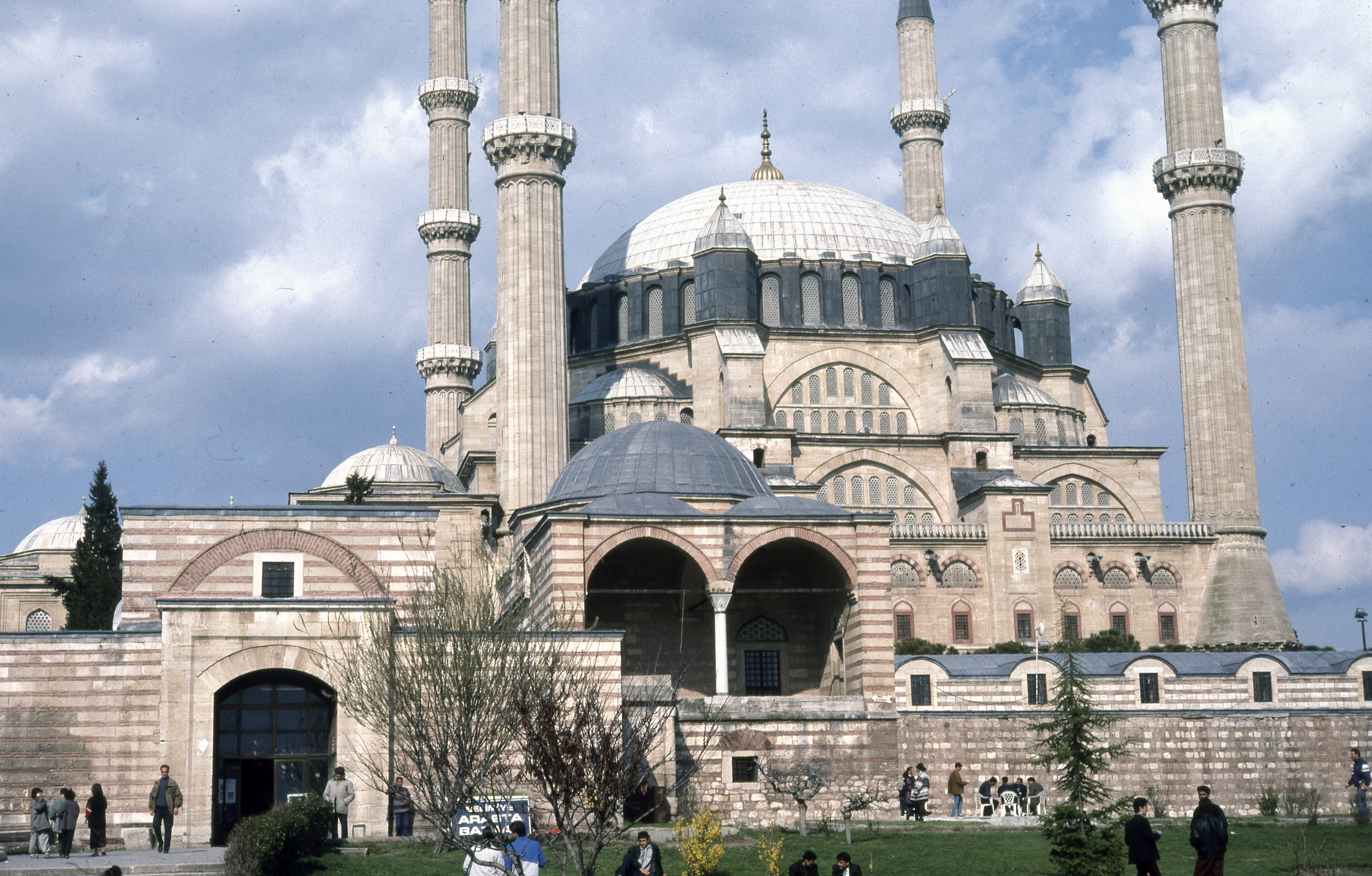
Mimar Sinan - Mosquée Selimiye, Istanbul.
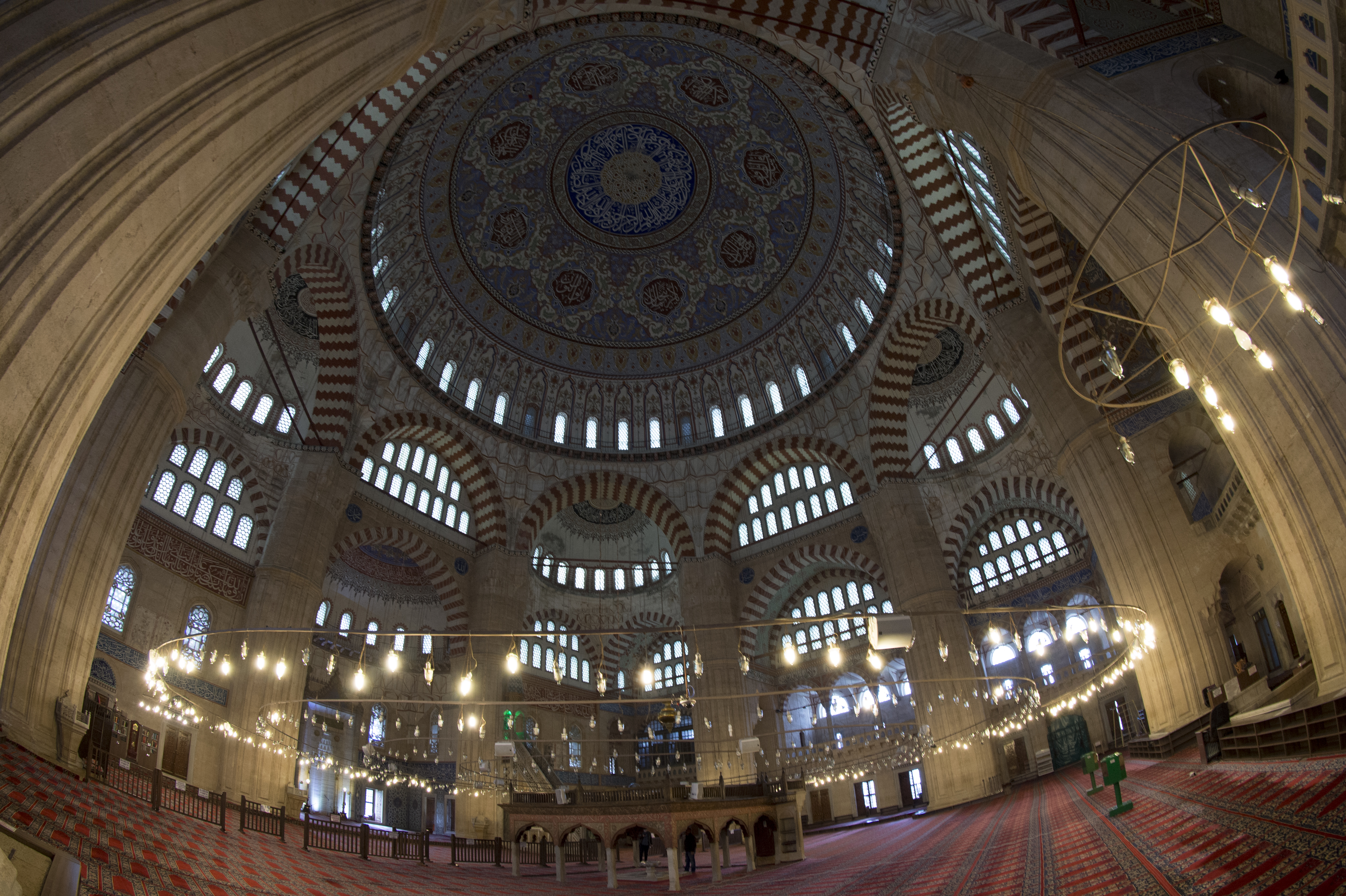
Mimar Sinan - Mosquée Selimiye, intérieur, Istanbul.

### Architecture indo-musulmane

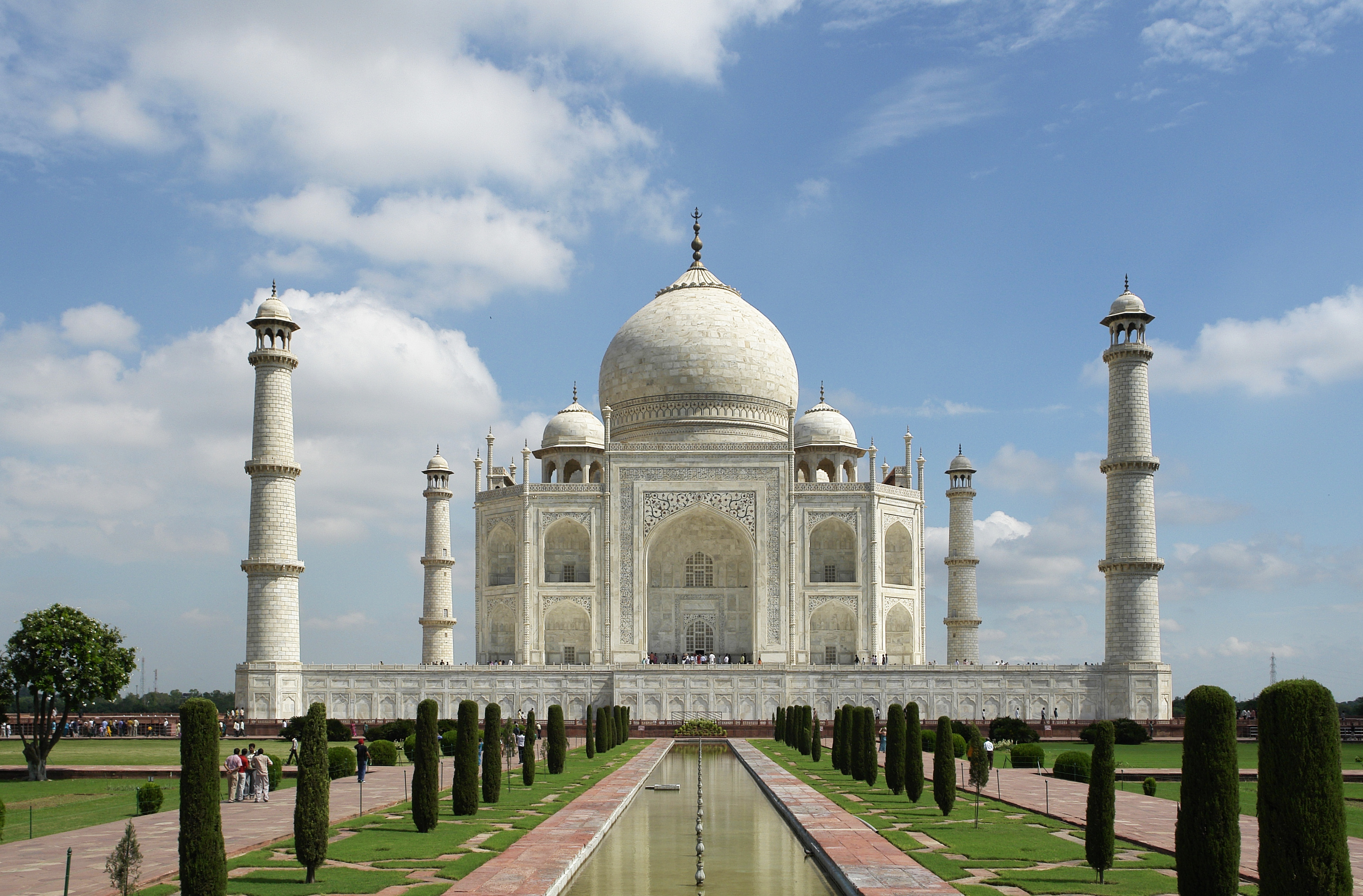
Le Taj Mahal à Agra en Inde.

Un autre style distinctif est l'architecture indo-musulmane en Asie du Sud, une fusion des modèles persans avec l'architecture hindoue locale. Les exemples les plus célèbres de l'architecture moghole sont la série de mausolées impériaux, qui a commencé avec la tombe de Humayun, et dont l'exemple le plus célèbre est le Taj Mahal, complété en 1648 par l'empereur Shah Jahan en mémoire de son épouse bien aimée Mumtaz Mahal.
Le Taj Mahal est parfaitement symétrique — sauf pour la tombe de Shah Jahan, dans la crypte, qui est décentrée. Cette symétrie étendue à la construction de toute une mosquée de miroir en marbre noir pour compléter la mosquée Mecca-lieu face à l'ouest de la structure principale[Quoi ?].

#### Quelques réalisations indo-islamiques
Lahore abrite les jardins de Shalimar, un exemple célèbre de jardin moghol de style tchaharbagh, ainsi que le mausolée d'Akbar, sans dôme. À Aurangabad se trouve le mausolée Bibi Ka Maqbara, une sorte de réplique du Tah Mahal (on l'appelle d'ailleurs familièrement « le petit Taj Mahal », commandé par le sixième empereur moghol Aurangzeb en mémoire de son épouse.
Notons aussi le Fort rouge à Delhi, et le fort d'Agra, énormes palais fortifiés semblables à des châteaux, et enfin la ville de Fatehpur Sikri, à l'ouest d'Agra, construite par l'empereur Akbar au XVIe siècle.

### Architecture musulmane en Chine

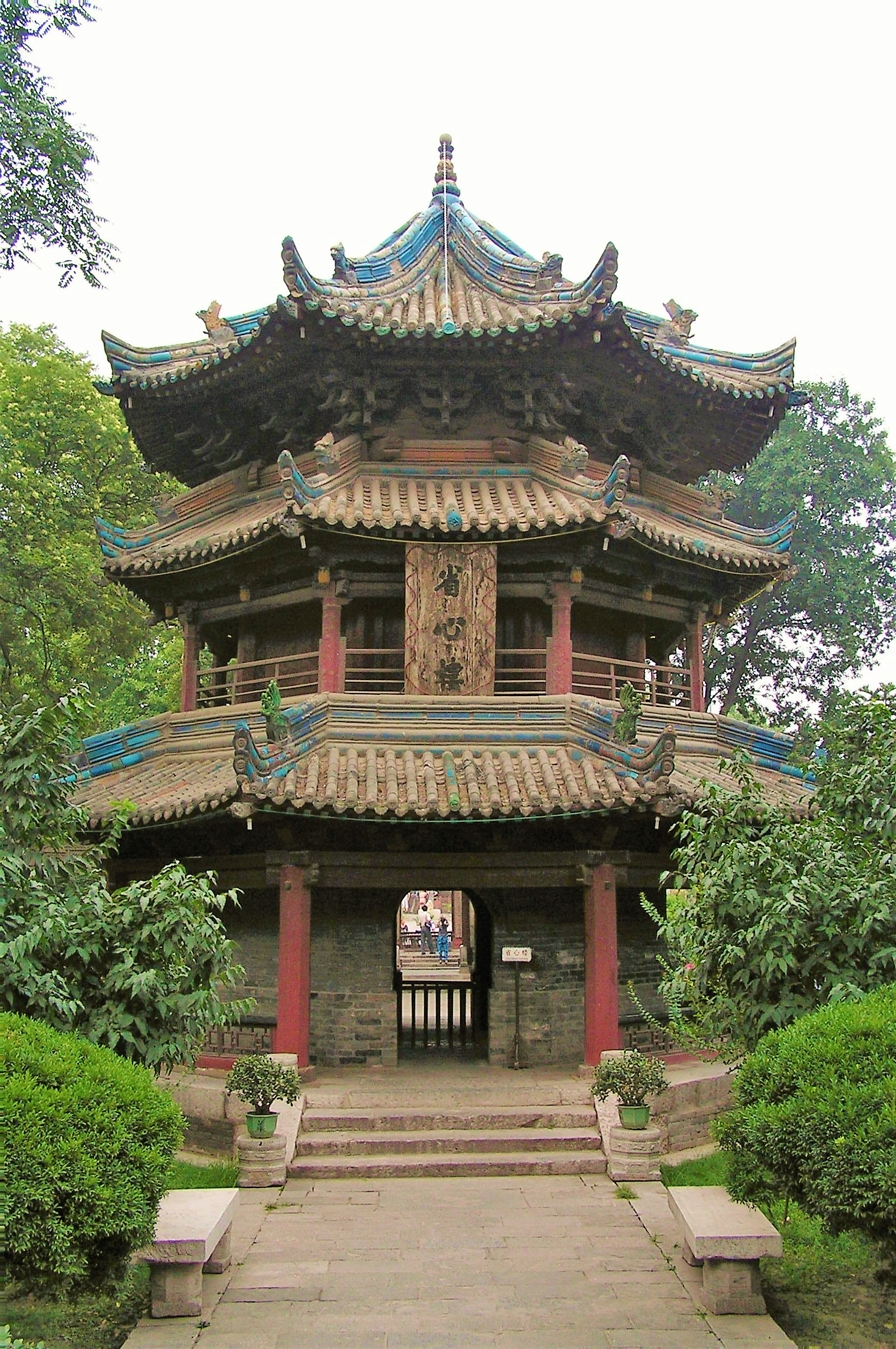
La Grande Mosquée de Xi'an en Chine

La première mosquée chinoise a été créée au VIIe siècle durant la dynastie des Tang à Xi'an. La Grande Mosquée de Xi'an, dont les bâtiments actuels datent de la dynastie des Ming, ne reprend pas beaucoup des caractéristiques souvent associées aux mosquées traditionnelles. Au lieu de cela, elle imite l'architecture chinoise traditionnelle. Les mosquées dans certaines parties de la Chine occidentale sont plus susceptibles d'intégrer des dômes et des minarets, alors que les mosquées de l'Est chinois sont plus susceptibles de ressembler à des pagodes.
Une caractéristique importante dans l'architecture chinoise est la symétrie, qui donne une impression de grandeur ; cela vaut pour tout, que ce soit des palais ou des mosquées, à l'exception des jardins, qui tendent à être plutôt asymétriques. Comme les peintures de défilement chinoise, le principe qui sous-tend la composition du jardin est de créer durable écoulement ; de laisser le patron se promener et profiter du jardin sans ordonnance, comme dans la nature elle-même.
Les bâtiments chinois peuvent être construits avec des briques rouges ou gris, mais les structures en bois sont plus courantes car plus résistantes aux tremblements de terre. Le toit d'un immeuble typiquement chinois est courbe ; il y a des classifications strictes de types de pignon, comparables avec les ordres classiques de colonnes européennes.
La plupart des mosquées ont certains aspects en commun avec l'autre mais comme avec d'autres régions de l'architecture islamique chinoise reflète l'architecture locale dans son style. La Chine est réputée pour ses belles mosquées, qui ressemblent à des temples. Cependant, dans l'ouest de la Chine les mosquées ressemblent à celles du monde arabe, avec de hauts minarets élancés, arcs, courbes et toits en forme de dôme. En Chine au nord-ouest où le chinois Hui ont construit leurs mosquées, il y a une combinaison de styles orientaux et occidentaux. Les mosquées ont éclaté toits de style bouddhistes fixés dans les cours paroi entré par des arcades avec des dômes et des miniatures minarets.

### Architecture musulmane en Afrique
Voir aussi : Architecture soudanaise

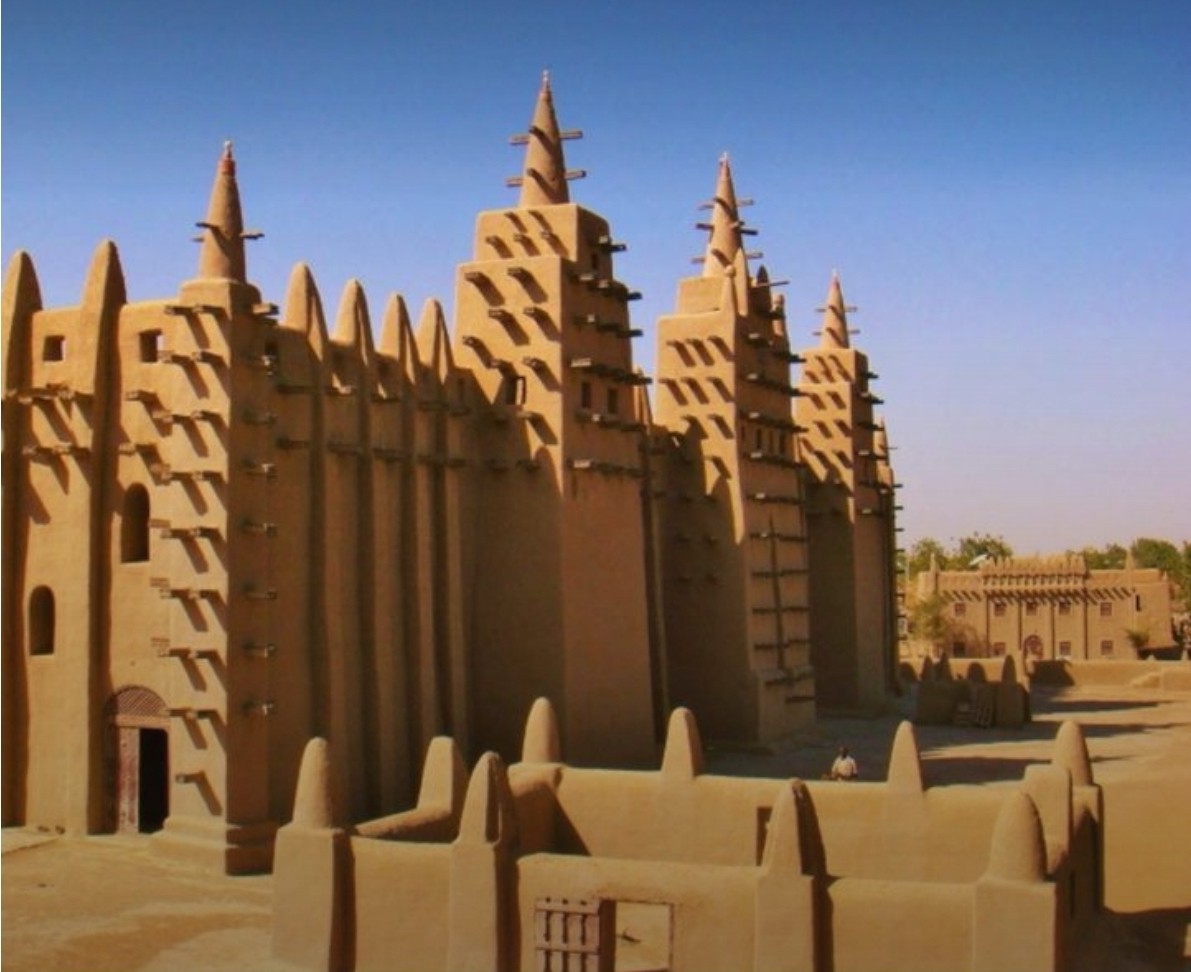
La Grande Mosquée de Djenné au Mali

La conquête musulmane de l'Afrique du Nord a conduit au développement de l'architecture islamique dans cette région, avec la création de bâtiments célèbres comme la citadelle du Caire, ou les mosquées Al-Azhar et Ibn Tulun.
Dans le sud du Sahara à l'époque de l'Empire du Ghana, l'influence islamique apporta beaucoup à l'architecture locale. À Kumbi Saleh, capitale de l'Empire du Ghana, les habitants vivaient dans des huttes en forme de dôme, tandis que les commerçants avaient des maisons en pierre.
L'architecture du Sahel s'est d'abord développe dans les deux villes de Djenné et Tombouctou. La mosquée Sankoré à Tombouctou, construite en adobe, est similaire par son style à la Grande Mosquée de Djenné.
La montée de certains royaumes dans la région de la côte ouest du continent a conduit à une architecture qui a remplacé d'autres traditions indigènes, utilisation du bois. La célèbre ville de Bénin, détruite par l'expédition punitive au Bénin était un grand complexe de maisons de boue avec des toits de bardeaux ou de feuilles de palmiers.[Quoi ?] Le palais avait une série de salles d'apparat, et a été décoré avec des plaques de laiton.

#### Ouvrages
- Brahim Benyoucef, Introduction à l'histoire de l'architecture islamique, Alger, Office des Publications Universitaires (OPU), 2005 (1re éd. 1994), 196 p. (ISBN 978-9961-0-0897-3, BNF 41144024)
- Creswell, K.A.C, A short account of early muslim architecture, Beyrouth, Librairie du Liban, 1958, 330 pages.
- John D. Hoag (trad. de l'anglais par Michel Waldberg et Louis Lecomte), Architecture islamique, Paris, Gallimard - Electa, 1991 (1re éd. 1973), 197 p. (ISBN 978-2-070-11221-0)
- (en) George Mitchell (Ed.), Architecture of the Islamic World. Its History ans Social Meaning, Londres, Thames and Hudson, 1978, 286 p. (ISBN 0-500-34076-5)
- Michell, George, Architecture et jardins moghols, Paris, La Martinière, 2013, 401 pages.
- O'Kane, Bernard, Creswell Photographs Re-examined: New Perspectives on Islamic Architecture, Le Caire, The American university in Cairo Press, 2009, 332 pages.
- (en) Andrew Petersen, Dictionary of Islamic Architecture, Londres - New York, Routledge, 1996, 342 p. (ISBN 978-0-415-21332-5)
- Sauvaget, Jean, « L’architecture musulmane en Syrie. Ses caractères, son évolution », Revue des Arts Asiatiques, Vol. 8, Tome 1, 1934, p. 19-51.
- Henri Stierlin, L'Architecture islamique, Paris, PUF, coll. « Que sais-je » (no 2745), 1993, 127 p. (ISBN 978-2-130-45345-1, BNF 37170644)
- Yeomans Richard, The art and architecture of Islamic Cairo, Reading, Garnet pub., 2006, 274 pages.

#### Articles
- Abdelaziz Benabdallah, « L'architecture islamique dans les mosquées maghrébines », Al-Qods : revue arabo-islamique, Rabat, no 3,‎ 1985 (lire en ligne [PDF])